# Hermetik

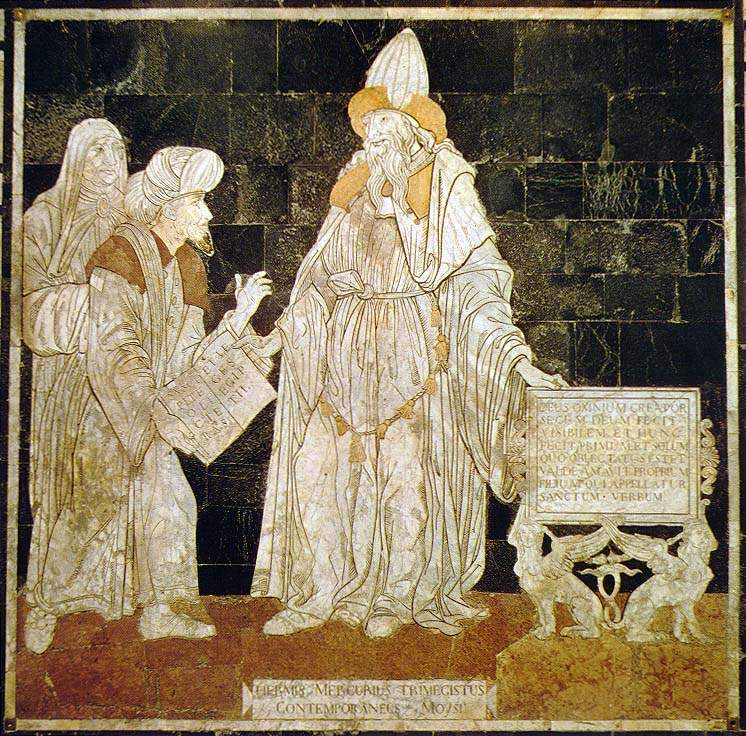
Fußbodenbild am Eingang des Doms von Siena (spätes 15. Jahrhundert, Giovanni di Stefano zugeschrieben): Hermes Trismegistos (Mitte), ein Buch überreichend, mit den Personifikationen von Orient (links) und Okzident (ganz links). Am unteren Bildrand wird Hermes als Zeitgenosse von Moses bezeichnet.

Hermetik (auch Hermetismus, Hermetizismus oder hermetische Philosophie) ist die neuzeitliche Bezeichnung für eine antike esoterisch-okkulte Offenbarungslehre. Der Name bezieht sich auf die mythische Gestalt des Hermes Trismegistos (altgriechisch Ἑρμῆς Τρισμέγιστος Hermḗs Trismégistos, dt. „dreifach größter Hermes“), der als der Wissensspender galt. Dabei handelt es sich um eine im ägyptischen Hellenismus entstandene synkretistische Verschmelzung des griechischen Gottes und Götterboten Hermes mit Thot, der in der ägyptischen Mythologie und Religion der Gott der Weisheit und der Wissenschaft ist. Allerdings erscheint Hermes in manchen Texten nicht als Urheber der Offenbarung, sondern als deren Empfänger und Verkünder.
In der Römischen Kaiserzeit (27 v. Chr. bis 284 n. Chr.) gewann die Lehre beträchtlichen Einfluss. Auf Offenbarungen des Hermes Trismegistos wurde der Inhalt vieler verschiedenartiger Schriften zurückgeführt. Sie werden in der Forschung unter der Bezeichnung „Hermetica“ zusammengefasst. Diese heterogene Literatur zerfällt in zwei Gruppen: Neben theoretisch ausgerichteten Werken, die religiöses und philosophisches Lehrgut vermitteln, stehen praxisorientierte Schriften mit dem Anspruch, dem Leser nutzbare Kenntnisse über die Natur zu verschaffen.
- Die „religiös-philosophische“ Hermetik gibt Erklärungen für die Entstehung und Beschaffenheit der Welt und erteilt Anweisungen für die Erlangung von Weisheit und die Läuterung und Erlösung der Seele.
- Die „technische“ Hermetik bezweckt Lebensmeisterung und Naturbeherrschung durch okkultes Wissen und Zauberei. Ihr Schrifttum beschreibt eine Vielzahl von magischen, astrologischen und alchemistischen Vorstellungen.

In der Frührenaissance wurde das zuvor verschollene Corpus Hermeticum, eine Sammlung antiker hermetischer Offenbarungsschriften, entdeckt. Marsilio Ficino übersetzte es aus dem Griechischen ins Lateinische. Die Wirkung war stark und nachhaltig, denn viele Renaissance-Humanisten hielten Hermes Trismegistos für einen Verkünder altehrwürdiger Weisheitslehren aus der Zeit der jüdischen Propheten. Man glaubte, dass seine Lehren mit dem christlichen Glauben vereinbar seien und diesem sogar eine Stütze bieten könnten. Der humanistischen Hermesverehrung wurde jedoch die Grundlage entzogen, als Isaac Casaubon 1614 die kaiserzeitliche Entstehung im ersten bis zweiten Jahrhundert n. Chr. des angeblich uralten Corpus nachwies. Dennoch faszinierten die hermetischen Offenbarungen weiterhin in okkultistischen und esoterischen Kreisen.
Die moderne Forschung fragt nach der Herkunft des Gedankenguts und befasst sich mit der Einbettung der Hermetik in den Gesamtzusammenhang der kaiserzeitlichen Kulturgeschichte. Hervorgehoben werden die altägyptischen Wurzeln und die Bezüge zum Platonismus. Ein oft erörtertes Thema ist das Verhältnis zwischen der Weltdeutung der religiös-philosophischen Offenbarungen und den okkulten Techniken des populären Hermetismus. Dabei geht es um den Zusammenhang zwischen den beiden Hauptelementen der Hermetik:
- der Weisheitssuche einer gebildeten Elite
- und dem Interesse breiterer Schichten an handfesten magischen Machtmitteln.

Es hat sich gezeigt, dass eine saubere Trennung zwischen philosophischer und technischer Hermetik nicht möglich und unhistorisch ist; vielmehr gibt es gewichtige Überschneidungen.

## Hermes Trismegistos als mythischer Urheber und seine Verehrer
Das besondere Ansehen der hermetischen Schriften beruhte auf dem Glauben, dass es sich um Zeugnisse uralten Wissens handle, das von Hermes Trismegistos, einem Gott oder göttlich inspirierten Menschen der Urzeit, verkündet worden sei. Der Gott Thot galt in Ägypten als allwissend; die wichtigsten Erfindungen, insbesondere die Schreib- und Rechenkunst, wurden auf ihn zurückgeführt. Schon im Zeitalter des Hellenismus pflegte man Thot mit Hermes gleichzusetzen. In der ägyptischen Sprache wurde er dreimal als groß gepriesen; die Wiederholung drückte einen Elativ aus („in jeder Hinsicht sehr groß“), und durch Übersetzung ins Griechische entstand sein Ehrenname Trismegistos („der dreifach Größte“ oder „der dreimal Größte“). Dieser ist nach der vorherrschenden Forschungsmeinung erst um die Wende vom 1. zum 2. Jahrhundert bezeugt; die erste Erwähnung findet sich bei Philon von Byblos, dessen Darstellung allerdings nur indirekt überliefert ist. Ein mutmaßlicher Beleg in Hieroglyphenschrift aus der Zeit um 200 v. Chr. ist umstritten.
Einer verbreiteten Forschungsmeinung zufolge war die Hermetik ein ausschließlich oder überwiegend literarisches Phänomen. Ob es organisierte Gemeinschaften praktizierender Anhänger und einen Kult gab, ist umstritten. Manche Forscher sehen keine überzeugenden Indizien für die Existenz einer Kultgemeinde, vielmehr gebe es gewichtige Anzeichen für einen rein literarischen Charakter der Schriften. Andere glauben, die Hermetiker seien zumindest teilweise organisiert gewesen und hätten zu Lesungen, Meditationen und Ritualen Zusammenkünfte abgehalten. Peter Kingsley nimmt ein intensives Zusammenwirken von Lehrern und Schülern an.
Pseudo-Manethon, der unbekannte kaiserzeitliche Verfasser des nur fragmentarisch erhaltenen Sothisbuchs, unterschied zwei Figuren namens Hermes. Der erste sei Thot gewesen; er habe vor der Sintflut gelebt und sein Wissen in Hieroglyphen auf Stelen aufgezeichnet. Nach der Flut seien die Texte ins Griechische übersetzt worden, und der zweite Hermes, der Trismegistos, habe sie in Bücher übertragen. Auch der Kirchenvater Augustinus kannte diese Unterscheidung. Er legte Wert auf die Feststellung, dass schon der ältere Hermes (lateinisch Mercurius), der Großvater des Trismegistos, nach der Zeit des Moses gelebt habe und die ägyptische Weisheitslehre somit jünger als die biblische Offenbarung sei.
Ein Unterschied zwischen dem griechischen Gott Hermes und dem ägyptischen Hermes Trismegistos besteht darin, dass der griechische Hermes oft bildlich dargestellt wurde, während vom Trismegistos trotz seiner Popularität keine antiken Abbildungen bekannt sind.

## Die religiös-philosophischen Lehren

### Das Schrifttum

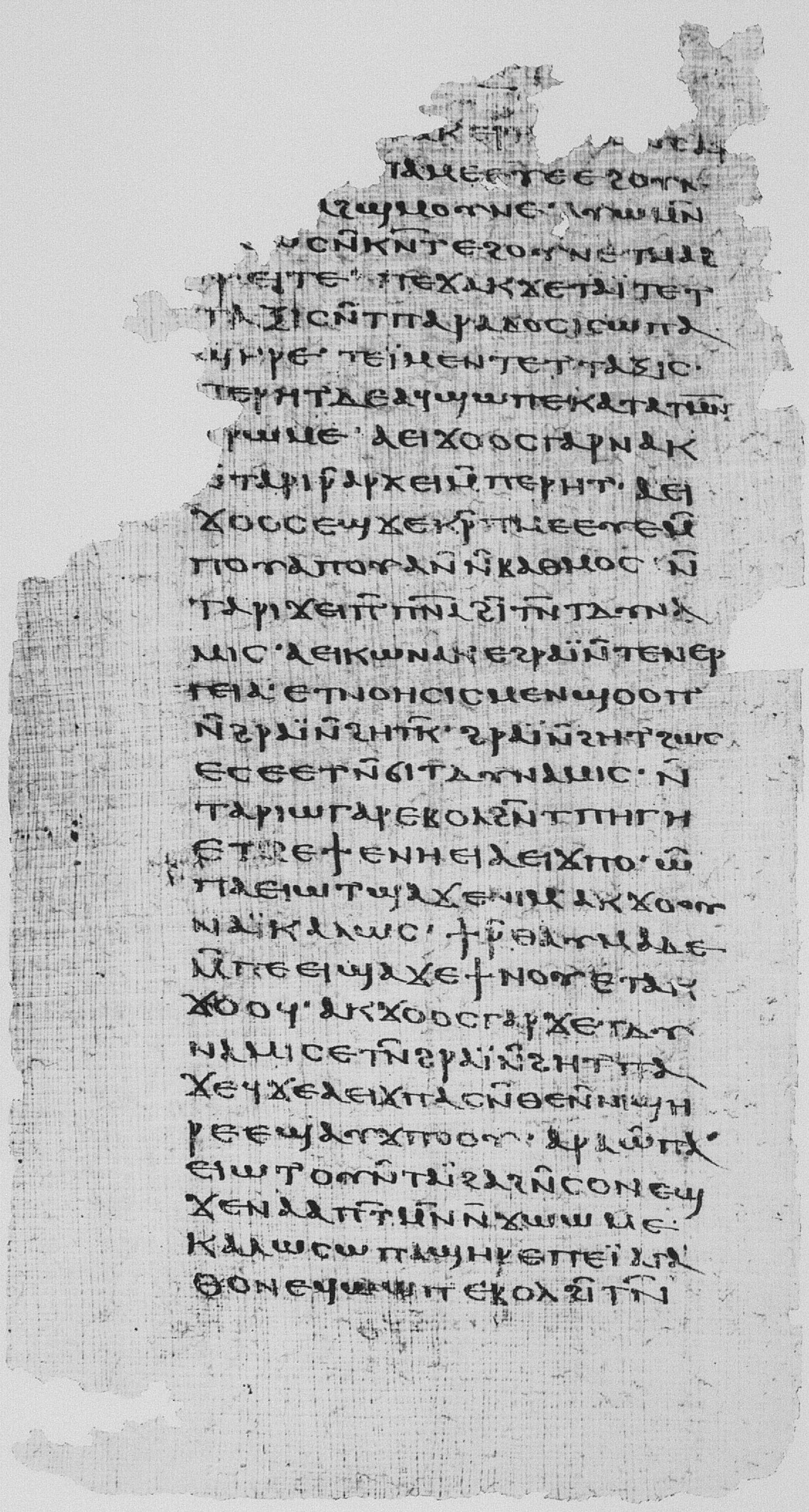
Der Anfang eines hermetischen Traktats in koptischer Sprache in der Handschrift Kairo, Koptisches Museum, Nag Hammadi VI, Seite 52 (4. Jahrhundert)

Die Hermetika, das überlieferte philosophische Schrifttum der antiken Hermetik stammt zum weitaus größten Teil sicher aus der späten Römischen Kaiserzeit, wenngleich nicht auszuschließen ist, dass einzelne Texte bereits im 1. Jahrhundert v. Chr. entstanden sind. Allerdings ist anscheinend nur ein kleiner Teil der gesamten, sehr reichhaltigen Produktion erhalten geblieben. Nach den Angaben des Kirchenvaters Clemens von Alexandria gab es 42 grundlegende „Bücher des Hermes“; davon enthielten 36 die gesamte „Philosophie der Ägypter“, die übrigen sechs behandelten medizinische Themen. Zum „philosophischen“ Schrifttum zählte Clemens neben den Büchern, die den Götterkult behandelten, auch astronomisch-astrologische und geographische Werke. Der spätantike Neuplatoniker Iamblichos berichtete mit Berufung auf heute verlorene Quellen, Hermes habe seine Lehren in 20.000 oder sogar 36.525 Büchern dargelegt. Alle überlieferten Werke waren ursprünglich in griechischer Sprache abgefasst; zum Teil liegen sie aber heute nur in lateinischer, koptischer oder armenischer Übersetzung vor.
Einige der wichtigsten Schriften sind im Corpus Hermeticum zusammengestellt, einer Sammlung, die möglicherweise erst im Mittelalter angelegt wurde; ihre heutige Bezeichnung ist modern. Der erste Gelehrte, der diese Sammlung oder zumindest einen Teil von ihr nachweislich kannte, Michael Psellos, lebte im 11. Jahrhundert. Das Corpus umfasst siebzehn teils in schlechtem Zustand überlieferte griechische Traktate unterschiedlicher Herkunft, die nicht aufeinander abgestimmt sind und einander zum Teil sogar widersprechen. Manche sind in Dialogform gestaltet, wobei meist Hermes seinen älteren Sohn Asklepios oder seinen jüngeren Sohn Tat belehrt. An den Anfang der Sammlung stellte der unbekannte Redaktor den Poimandres, eines der bekanntesten Werke der philosophischen Hermetik. Daher nannte man das ganze Corpus früher Pimander oder Poemander, denn man glaubte, es handle sich bei den Traktaten um Kapitel ein und desselben Werks. Außerhalb des Corpus überliefert ist die umfangreichste der bekannten hermetischen Schriften, der Dialog Asclepius.
Eine Reihe von Fragmenten ist auf Papyrus und in Zitaten bei antiken Autoren erhalten geblieben. Vierzig Exzerpte von sehr unterschiedlichem Umfang enthält die Anthologie des spätantiken Gelehrten Johannes Stobaios; davon stammen 29 aus heute verlorenen Schriften. Weitere Zitate aus unbekannten hermetischen Werken sind bei den Kirchenvätern Laktanz und Kyrill von Alexandria zu finden. Reichhaltiges Material aus einer zuvor unbekannten hermetischen Schrift kam durch den Papyrus-Fund von Nag Hammadi im Dezember 1945 ans Licht, wurde aber erst 1971/72 durch eine Edition und ein Faksimile der Öffentlichkeit zugänglich gemacht. Textbruchstücke aus anderen bislang unbekannten Werken sind in zwei Wiener Papyri und in einer Oxforder Handschrift des 13./14. Jahrhunderts überliefert. Eine weitere Quelle sind die Hermetischen Definitionen, kurze Lehrsätze, die größtenteils nur in einer armenischen Übersetzung aus dem 6./7. Jahrhundert vorliegen. Diese Sätze waren für spirituelle Übungen bestimmt, mit denen die Hermetiker ihre geistigen Kräfte stärken wollten.

#### DerPoimandres

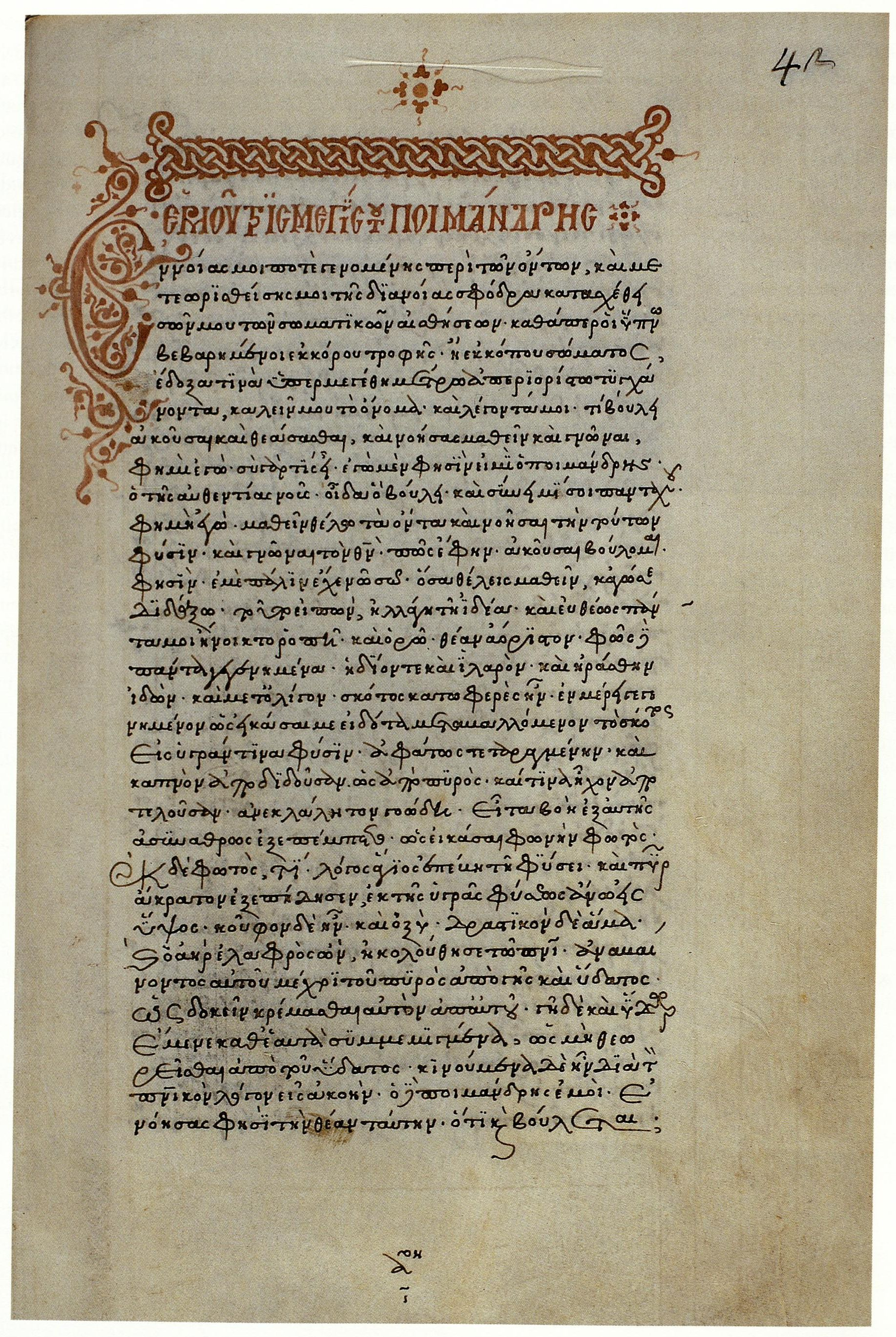
Der Anfang des Poimandres in der Handschrift Venedig, Biblioteca Nazionale Marciana, Gr. Z. 263 (= 1025), fol. 42r (Mitte des 15. Jahrhunderts)

Der Poimandres (griechisch Ποιμάνδρης Poimándrēs „Männerhirt“, „Männerhüter“) ist nach dem Namen benannt, mit dem sich die offenbarende Gottheit in diesem Traktat vorstellt. Als Personenname ist im Griechischen ansonsten nur Poimandros bezeugt; die Form Poimandres kreierte der Autor des Traktats offenbar selbst, wobei er an den ähnlich lautenden, anderweitig nicht belegten koptischen Ausdruck p-eime nte-rē („geistiges Vermögen des Sonnengottes“) anknüpfte. Somit kannte er sich sowohl in der griechischen als auch in der ägyptischen Tradition gut aus und erzielte eine geschickte sprachliche Verschmelzung. Mit Poimandres ist anscheinend Thot gemeint, doch lässt sich diese Gestalt auch als Personifikation des individuellen Geistes des menschlichen Offenbarungsempfängers – das heißt des in ihm anwesenden individualisierten göttlichen Geistes – auffassen. Dann tritt der Offenbarer nicht von außen an den Menschen heran, sondern spricht als innere Instanz in ihm selbst zu ihm.
Der im Ich-Stil erzählende Verfasser tritt als der Offenbarungsempfänger auf. Er berichtet von einer Vision, in der ihm Poimandres erschienen sei. Poimandres ist als das eigene Gemüt zu verstehen und wird fälschlicherweise als der „Geist der höchsten Macht“ oder „Geist (Nous), der die höchste Macht hat“ fehlinterpretiert. Diese (innere) Gottheit habe ihm den Ursprung der Welt und der Menschheit und die Bestimmung des Menschen enthüllt. Die Schrift gibt den Verlauf des Dialogs wieder.
Nach der Schilderung des Autors dachte er eines Tages über das Seiende nach, wobei seine Sinneswahrnehmungen ausgeschaltet waren. Dabei erhob sich sein Denken in große Höhen. Da nahm er eine Gestalt von unermesslicher Größe wahr, die sich als Poimandres vorstellte und ihm alles gewünschte Wissen über Gott und die Welt anbot. Zunächst veranschaulichte ihm der göttliche Lehrmeister den Vorgang der Weltentstehung durch eine visuelle und akustische Symbolik. Nach dem Visionsbericht gab es am Anfang nur ein klares, angenehmes Licht, das im Betrachter Sehnsucht hervorrief. Dann war da eine furchtbare, gleichsam in Krümmungen gewundene Finsternis, die nach unten strebte und sich in eine feuchte, verworrene Natur verwandelte, die Qualm ausstieß. Diese gab erst einen jammervollen Laut von sich und dann einen unartikulierten Schrei. Als Antwort darauf stieg aus dem Licht ein „heiliger Logos“, das Pneuma, zur Natur herab, worauf dort ein reines Feuer entstand, das leicht war und kraftvoll emporstieg. Auch das Element Luft fand nun, dem Logos folgend, den Weg nach oben und erreichte die Sphäre unterhalb des Feuers. So bildeten sich die beiden Naturreiche des Leichten, das kosmische Feuer zuoberst und darunter der luftige Bereich. Unten blieben die beiden schweren Elemente Erde und Wasser noch vermischt. Sie wurden vom Pneuma bewegt, das über ihnen schwebte.
Nach der Erläuterung, die Poimandres dazu gibt, ist er selbst das Licht. Der Logos, den das Licht zur Natur entsandte, ist der „Sohn Gottes“. Beide sind ungetrennt auch im Menschen anwesend: der Vatergott als der menschliche Geist und der Logos als die Instanz, welche die Sinneswahrnehmungen empfängt. Die Einheit von Vater und Sohn macht das Leben aus. Der Logos, den die Natur aufnahm, ermöglichte ihr, das geistige Muster des Kosmos – gemeint ist die Welt der platonischen Ideen – zu sehen, und da dieses Urbild schön ist, ahmte sie es nach. So wurde sie befähigt, selbst zu einem Kosmos zu werden, zur physischen Welt.
Der göttliche Geist, den Poimandres als androgyn und als „Leben und Licht“ beschreibt, gebar eine zweite, untergeordnete Gottheit, den Demiurgen, der dann die physische Welt einrichtete. Der Demiurg schuf die sieben „Verwalter“, die Gottheiten der sieben Planeten, die als Schicksalsmacht (Heimarmene) die Welt lenken. Nach dem Willen des Demiurgen begannen sich die Planeten um die Mitte der Welt zu drehen, in der sich die beiden schweren Elemente befanden, aus denen sich die Erde als Weltmitte bildete. Nunmehr trennten sich das Feste und das Flüssige, sodass die Erde ihre heutige Gestalt annahm. Die unteren drei Naturreiche – Luft, Wasser und Erde – brachten, von den Kreisbewegungen der Planeten angeregt, die Tierwelt hervor: Die Luft erzeugte die fliegenden Tiere, das Wasser die schwimmenden, die Erde die laufenden und kriechenden. Da der göttliche Logos, die Quelle der Vernunft, die ihm wesensfremden unteren Bereiche verlassen und sich mit dem Demiurgen vereinigt hatte, blieben die Tiere vernunftlos.
Dann gebar die androgyne Lichtgottheit den wunderschönen, unsterblichen Urmenschen, der ihr Abbild ist und den sie daher liebt. Diesem göttlichen Menschen verlieh sein Erzeuger die Herrschaft über alles Erschaffene. Darauf betrachtete der Urmensch die Schöpfung seines Bruders, des Demiurgen, in den niederen Naturreichen. Er wandte sich den dort lebenden sterblichen Wesen zu und zeigte ihnen seine schöne Gestalt, die sich im Wasser spiegelte und auf der Erde einen Schatten warf. Als die untere Natur diese Spiegelung wahrnahm, wurde sie von Liebe zum Urmenschen erfasst. Zugleich verliebte er sich in sein eigenes Abbild, das ihm die Natur spiegelnd zeigte, und wollte nun dort wohnen, wo es war. Sein Wille verwirklichte sich sofort, und so nahm er Wohnung in einem materiellen menschlichen Körper. Die irdische Natur empfing ihn als ihren Liebhaber, und sie vereinigten sich in Liebe. Deswegen ist der Mensch das einzige Lebewesen, das eine Doppelnatur aufweist: Gemäß seiner wahren Beschaffenheit, dem „wesenhaften Menschen“, ist er unsterblich, hinsichtlich seines Körpers jedoch sterblich.

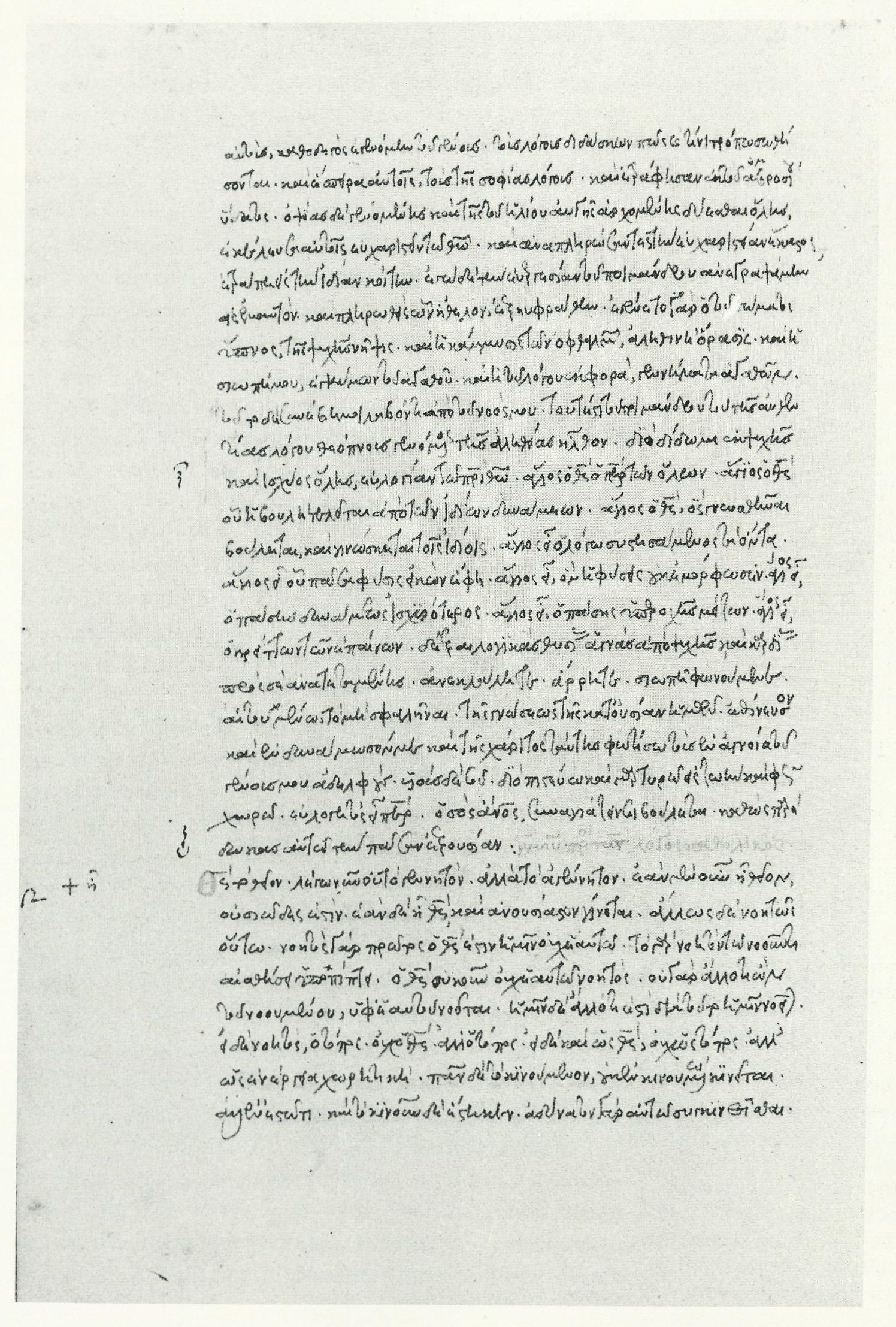
Der Hymnus am Ende des Poimandres in der Handschrift Florenz, Biblioteca Medicea Laurenziana, Plut. 71.33, fol. 125v (15. Jahrhundert)

Anschließend schildert Poimandres die weiteren Schicksale der irdischen Lebewesen, die nach seinen Worten anfangs alle androgyn waren und sich erst später in die beiden Geschlechter aufspalteten. Den Tod erklärt er als Folge der Umstände der Weltentstehung: Aus der schrecklichen Finsternis ist die feuchte Natur hervorgegangen und aus dieser der physische Körper, der so beschaffen ist, dass sich der Tod aus ihm nähren kann. Die Liebe zu einem solchen sterblichen Körper ist die Ursache dafür, dass sich der Mensch in der Dunkelheit verirrt hat und dort bleibt, bis er seine wahre lichthafte Natur erkennt. Als Weisheitslehrer ermuntert Poimandres seinen Hörer, sich vom Vergänglichen abzuwenden und ins Lichtreich des göttlichen Vaters heimzukehren. Wenn sich – so Poimandres – im Tod der materielle Körper auflöst, kann der unsterbliche wesenhafte Mensch dank göttlicher Gnade Gelegenheit zum Aufstieg ins Reich Gottes erhalten. Die Voraussetzung dafür ist, dass sich der nach Erlösung Strebende bereits zuvor Selbsterkenntnis und die Tugenden angeeignet hat. Die Selbsterkenntnis hat ihm zur Einsicht verholfen, dass er aus Leben und Licht besteht, das heißt aus göttlicher Substanz, und mit seiner guten Lebensführung hat er sich den Beistand des Vaters gesichert. Was von seinen Leidenschaften und Begierden noch übrig ist, lässt er nun im Bereich der vernunftlosen Natur zurück. Beim Aufstieg des Rechtgesinnten durch die Sphären der sieben Planeten fällt in jeder von ihnen eines der menschlichen Laster – darunter böswillige List, Herrschaftsstreben und Geldgier – von ihm ab, es hat seine Macht über ihn verloren und ist unwirksam geworden. Schließlich erreicht er, gänzlich geläutert, oberhalb der sieben Zonen die „achte Natur“, in der ihm nur noch sein wahres geistiges Wesen verbleibt. Von dort aus steigt er weiter zum Vater empor. So erlangt er die Vergöttlichung. Anders ergeht es den schlechten Menschen, denen ihre Unvernunft den Erlösungsweg versperrt. Sie verstricken sich, ihren grenzenlosen Begierden folgend, immer tiefer ins Elend.
Die Vision endet mit der Aufforderung des Poimandres an seinen Hörer, die empfangene Botschaft zu verkünden und den Belehrbaren zum Wegführer zu werden. Der Erzähler berichtet, dass er diesen Auftrag übernommen hat. Er beendet den Traktat mit einem rhythmisch gestalteten Hymnus auf den „Vater des Alls“.

#### Die Traktate II–X desCorpus Hermeticum
Die zweite Schrift ist ein Dialog, in dem Hermes seinem Sohn Asklepios die Gottheit und den Kosmos erklärt. Den Ausgangspunkt bildet die Frage nach dem Bewegungsprinzip. Die einschlägigen Lehrsätze der aristotelischen Naturphilosophie werden teils übernommen, teils verworfen. Nach der hier vorgetragenen Lehre muss das, worin etwas bewegt wird, größer als das Bewegte sein, der Beweger muss stärker als das Bewegte sein, und das, in dem etwas bewegt wird, muss eine diesem entgegengesetzte Beschaffenheit aufweisen, also stillstehen. Das gilt auch für den Kosmos. Dieser ist ein bewegter Körper. Somit kann sich seine Bewegung nur in etwas Unkörperlichem und Statischem vollziehen. Das ist der topos („Ort“ oder „Raum“), den der Autor mit dem universellen Geist, dem Nous, identifiziert. Der Kosmos ist der größte Körper; er durchdringt und erfüllt alles und ist kompakt, ein Vakuum kann es nicht geben. Gott ist weder der Nous noch das Licht, vielmehr die Ursache von beidem und mit dem Guten gleichzusetzen.
Der dritte, in schlechtem Zustand überlieferte Traktat trägt die Überschrift Hierós lógos (Heilige Unterweisung). Er behandelt die Kosmogonie und die Göttlichkeit der Natur. Der Autor bestimmt das Göttliche als „das ganze kosmische Gefüge, das durch die Natur erneuert wird“.
Im vierten Traktat unterrichtet Hermes seinen jüngeren Sohn Tat. Er teilt ihm mit, Gott habe den Menschen in die Welt gesandt, um sie zu schmücken. So diene ein sterbliches Wesen als Schmuck des unvergänglichen Kosmos. Den Logos (Verstand) habe Gott allen Menschen verliehen, den Nous jedoch – den Geist, der zur Erkenntnis des Göttlichen befähigt – hätten nicht alle empfangen können, obwohl Gott ihn niemandem habe vorenthalten wollen. Der Traktat trägt den Titel Der Mischkrug, weil der Autor die Metapher des Mischkrugs (κρατήρ kratḗr) verwendet. Den mit Nous gefüllten Krug habe Gott zu den Menschen hinabgesandt, um allen, die das Geschenk des Geistes empfangen wollten, dies zu ermöglichen. Manche seien jedoch dazu nicht in der Lage gewesen. Diese ungeistigen Menschen führten daher ein tierisches Leben und sähen darin den Sinn des Daseins. Sie seien unfähig, das Bewundernswerte zu würdigen.
Der fünfte Traktat gibt einen für Tat bestimmten Lehrvortrag des Hermes wieder, in dem die Herrlichkeit und Ordnung des Kosmos ausführlich gepriesen wird. Gott sei zwar nicht sinnlich wahrnehmbar, aber im Denken als Urheber aller sinnlichen Phänomene erfassbar. Eine Vorstellung könne es nur vom Geschaffenen geben, nicht vom Ewigen, denn das Vorstellen sei dem Bereich des Werdens zugeordnet. Die Vortrefflichkeit der Welt lasse die Erhabenheit des Schöpfers erkennen. Dieser sei überall präsent: „Nichts gibt es nämlich in jenem ganzen All, was nicht er selbst ist. Er selbst ist alles Seiende und alles Nichtseiende, denn das Seiende ließ er sichtbar werden, das Nichtseiende birgt er in sich.“
Der sechste Traktat ist von einer Sichtweise geprägt, die in schroffem Gegensatz zum Weltbild des fünften steht. Er ist ein an Asklepios gerichteter Vortrag, in dem der Kosmos unter dem Aspekt seiner Fragwürdigkeit beschrieben und beurteilt wird. Hier verkündet Hermes, das Gute und Schöne sei von Gott untrennbar und im Kosmos nicht zu finden. Ein materieller Körper könne das Gute nicht aufnehmen, da er allseits von Schlechtigkeit umschlossen sei. Daher gebe es in der Menschenwelt nichts wirklich Gutes, vielmehr könne man dort nur das nicht übermäßig Schlechte „gut“ nennen. Durch Gotteserkenntnis könne man aber das Schöne und Gute erfassen.
Eine negative Einschätzung der physischen Welt bietet auch der kurze siebte Traktat, eine Missionsrede. Der Redner ruft dazu auf, das „Gewebe der Unwissenheit“ zu zerreißen, mit dem der Mensch bekleidet sei, denn es richte die Seele zugrunde.
Der achte Traktat, dessen Text in sehr schlechtem Zustand überliefert ist, handelt von der Unvergänglichkeit. Der Kosmos kenne keine wirkliche Vernichtung; da er göttlich sei, könne nichts in ihm zugrunde gehen. Vielmehr finde nur Wandel statt, die Materie sei unvergänglich.
Im neunten Traktat wird Asklepios von Hermes über den Zusammenhang von Wahrnehmung und Denken belehrt. Hier betont der Lehrer den Gegensatz zwischen den Frommen und der Masse der Menschen. Frömmigkeit bestehe in der Erkenntnis Gottes, die den Menschen mit allem Guten erfülle. Die Frommen seien dem Hass der Menge ausgesetzt, die sie verachte und für verrückt halte. Das Übel sei notwendigerweise auf der Erde, denn sie sei sein natürlicher Platz. Die Frommen seien aber imstande, aus dem Schlechten etwas Gutes zu machen.
Der zehnte Text, der die Überschrift Der Schlüssel des Hermes Trismegistos trägt, enthält eine für Tat bestimmte Einführung in die hermetische Weltsicht. Diese Darstellung ist von einem Redaktor auf unachtsame Weise aus unterschiedlichen älteren, heute verlorenen Abhandlungen zusammengestellt worden. Daher ist sie in sich widersprüchlich. Ein zentrales Thema ist hier das Schicksal der Seele, das im Rahmen einer Reinkarnationslehre beschrieben wird. Die Aufeinanderfolge der Wiedergeburten bewirke einen Niedergang der Seelen, wenn sie ihre Einsichtsfähigkeit einbüßten und sich von den körperlichen Affekten mitreißen ließen. Blind geworden, seien sie nicht mehr in der Lage, das Gute und sich selbst zu erkennen. Ihre Schlechtigkeit bestehe in ihrer Unwissenheit. Den Gegensatz dazu bilde die auf Erkenntnis beruhende Frömmigkeit, die zu gutem Handeln führe und der Seele einen Aufstieg ermögliche. Auffällig ist in dieser Schrift die hohe Wertschätzung des mit Vernunft ausgestatteten Menschen. Dieser wird enthusiastisch verherrlicht; er sei ein göttliches Lebewesen und als solches den himmlischen Göttern gleichrangig oder sogar überlegen.

#### Die Traktate XI–XIV desCorpus Hermeticum
Im elften Traktat tritt der göttliche Geist, der Nous, im Gespräch mit Hermes auf. Hier erscheint Hermes als verwirrter Schüler, der widersprüchliche Meinungen gehört hat und nun den Geist um Klarheit bittet. Das Thema ist Gottes Schöpfertätigkeit. Einleitend legt der Nous die Schöpfungsordnung dar: Gott schafft das Ewigkeitsprinzip, den Aion, der Aion den Kosmos, der Kosmos die Zeit, die Zeit das Werden. Dieses Erschaffen ist aber nicht im Sinne eines zeitlichen Anfangs der Welt aufzufassen; der Kosmos ist ohne Beginn und Ende, er ist durch den Aion immer im Werden, nichts in ihm wird jemals zugrunde gehen. Auf der Erde bedeutet Schöpfung das kontinuierliche Entstehen und Vergehen. Das Werden kann nie zum Stillstand kommen, denn Gott kann vom Erschaffen nicht ablassen, anderenfalls wäre er nicht mehr Gott. Ebenso könnte der Mensch als solcher nicht mehr existieren, wenn er seine Tätigkeiten einstellte. Aus der Einheit des Geschaffenen lässt sich die Einheit des Schöpfers erschließen. Das Weltbild des Verfassers ist pantheistisch: Der Gott, der den Geschöpfen Leben verleiht, ist zugleich mit diesem Leben identisch, er ist nichts anderes als das im gesamten beseelten Kosmos einheitlich wirkende Lebensprinzip. Daher ist er keineswegs unsichtbar, vielmehr wird er durch alles sichtbar. Sehr optimistisch beurteilt der Autor die menschliche Erkenntnisfähigkeit. Nach seiner Überzeugung kann der menschliche Geist im Prinzip alles begreifen, man muss das nur wollen. Nichts im Himmel ist so hoch, nichts im Meer so tief, nichts auf der Erde so verborgen, dass es sich der Erforschung entzöge. Wer zur Erkenntnis aller Naturgegebenheiten vordringt und sie alle zugleich erfasst, der erkennt Gott. Als Ursünde erscheint dem Autor der Mangel an Selbstvertrauen, als schlimmste Schlechtigkeit betrachtet er den Verzicht kleinmütiger Menschen auf das ihnen zugängliche Wissen. Solchen Versagern bleibe durch eigenes Verschulden alles Schöne und Gute verschlossen.
Im zwölften Traktat geht Hermes auf Fragen seines Sohnes Tat ein. Erörtert werden der Ursprung und die Tätigkeit des Geistes, die Rolle des Schicksals sowie die Beschaffenheit des Kosmos und der Lebewesen. Nach der hier verkündeten Lehre stammt der Nous, der allgemeine Geist, der in der Welt und in allen Lebewesen wirkt, aus dem Wesen (Ousia) Gottes. Von dort strahlt er in den Kosmos aus wie das Sonnenlicht von der Sonne. Den Tieren hilft der Nous, indem er mit ihrer triebhaften Veranlagung zusammenwirkt. In den vernünftigen Menschen hingegen, die sich von ihm leiten lassen, widersetzt er sich den schädlichen Leidenschaften und Begierden, die sie mit den Tieren gemeinsam haben. Alle Lebewesen unterliegen der Macht des Schicksals. Gute und schlechte Menschen sind gleichermaßen den Schicksalsschlägen ausgesetzt; sie unterscheiden sich nur durch ihre Haltung. Wenn der Mensch seinen Geist und seine Vernunft richtig verwendet, lässt sich kein Unterschied zwischen ihm und den Unsterblichen finden. Er agiert überall und macht sich alles zunutze, während die Tiere auf ihre jeweiligen Lebensbereiche beschränkt sind. Der gesamte Kosmos ist belebt, nichts in ihm ist unbewegt; er ist ein großer Gott und Abbild eines größeren Gottes. Es gibt keinen Tod im Sinne von Verderben und Untergang, denn alles Sterben ist als Wandel zu verstehen, der von der Kraft des Lebens bewirkt wird. Hermes schließt mit den Worten: „Nur einen einzigen Gottesdienst gibt es: nicht schlecht zu sein.“
Auch der dreizehnte Traktat hat die Form eines Gesprächs des Hermes mit seinem Sohn Tat. Dieser versichert, dass er sich „der Welt entfremdet“ habe; er habe sich innerlich von ihren Täuschungen abgewandt und an Stärke gewonnen. Daher sei er nun befähigt, die geheime Lehre von der geistigen Wiedergeburt zu verstehen, die der Vater ihm bisher vorenthalten hatte. Unter „Wiedergeburt“ ist hier nicht eine Rückkehr zum Dasein zu verstehen, sondern die Erlangung einer neuen, überlegenen Seinsweise. Hermes erklärt seinem Sohn, man könne die Wiedergeburt nicht wie einen Unterrichtsgegenstand lehren. Der Mutterschoß, aus dem man bei ihr geboren werde, sei die Weisheit, die im Schweigen liege, und der Samen sei das „wahrhaft Gute“, das von Gottes Willen verliehen werde. Durch solches Geborenwerden werde der Mensch vergottet. Um dies zu erreichen, müsse man es nur wollen und die Voraussetzungen dafür schaffen. Nach Hermes’ Worten gibt es zwölf Plagen, von denen man sich zu befreien hat, wenn man die Wiedergeburt erleben will: Unwissenheit, Traurigkeit, Maßlosigkeit, Begierde, Ungerechtigkeit, Habsucht, Betrug, Neid, List, Zorn, Unbesonnenheit und Bosheit. Diese „Peinigungen der Dunkelheit“ lassen sich – so Hermes – durch gegenteilige Qualitäten vertreiben; beispielsweise weicht die Unwissenheit der Gotteserkenntnis, die Trauer der Freude über das erlangte Wissen, der Eigennutz des Habsüchtigen dem Gemeinsinn. Dieses Erlebnis wird Tat nun tatsächlich zuteil. Begeistert schildert er eine Vision, in der er wie eine pantheistische Gottheit überall zugleich ist. Hermes beendet seine Ausführungen mit dem an die gesamte Natur des Kosmos gerichteten „Hymnus der Wiedergeburt“.
Der vierzehnte Traktat hat die Form eines Briefs des Hermes an seinen Sohn Asklepios. Hier betont der Lehrer die Einheit und Untrennbarkeit von Schöpfer und Geschöpf. Der Schöpfer könne nicht ohne sein Geschöpf existieren, sonst würde er von sich selbst getrennt und seiner eigenen Natur beraubt werden; er wäre dann nicht mehr das, was er ist, das schaffende Prinzip.

#### Die Traktate XVI–XVIII desCorpus Hermeticum
Der sechzehnte Traktat wird vom Verfasser als griechische Übersetzung eines ägyptischen Briefs ausgegeben, den Asklepios an „König Ammon“ gerichtet habe. Der fiktive Autor des angeblichen ägyptischen Originaltextes warnt vor einer Übertragung ins Griechische, denn er hält die griechische Sprache für ein minderwertiges „Wortgetöse“ und meint, sie könne den Sinn der ägyptischen Worte nicht richtig wiedergeben. Der Text scheint nicht vollständig überliefert zu sein. Der Autor betont den Einheitsgedanken: Das Weltall bilde eine einzige Gesamtheit (Pleroma) und sei von Gott nicht zu trennen. Die Sonne, die Asklepios mit dem Demiurgen gleichsetzt, wird als erschaffende, lenkende und ernährende Macht im Kosmos gepriesen. Ihr seien die zahlreichen Dämonen unterstellt, denen die Macht über die irdischen Angelegenheiten verliehen sei. Manche Dämonen seien gut, andere böse oder von gemischter Art. Die niederen, vernunftlosen Teile der menschlichen Seele seien den verwirrenden Einflüssen der Dämonen ausgeliefert, doch der vernünftige Teil bleibe von der Dämonenherrschaft frei und sei daher zur Aufnahme Gottes fähig.
Vom siebzehnten Traktat, einem Gespräch des Tat mit einem König, ist nur ein kurzes Stück, der Abschluss, erhalten geblieben. Tat begründet die Verehrung der Götterbilder damit, dass sie Spiegelungen des Geistigen in der Körperwelt seien.
Beim achtzehnten Traktat handelt es sich um einen in unfertigem Zustand überlieferten rhetorischen Text zur Verherrlichung Gottes und des Königtums. Weder Hermes noch seine Söhne werden namentlich genannt, doch der Inhalt lässt erkennen, dass die Schrift von einem Hermetiker stammt. Als Leistung des Königtums wird die Friedenssicherung hervorgehoben.

#### DerAsclepius

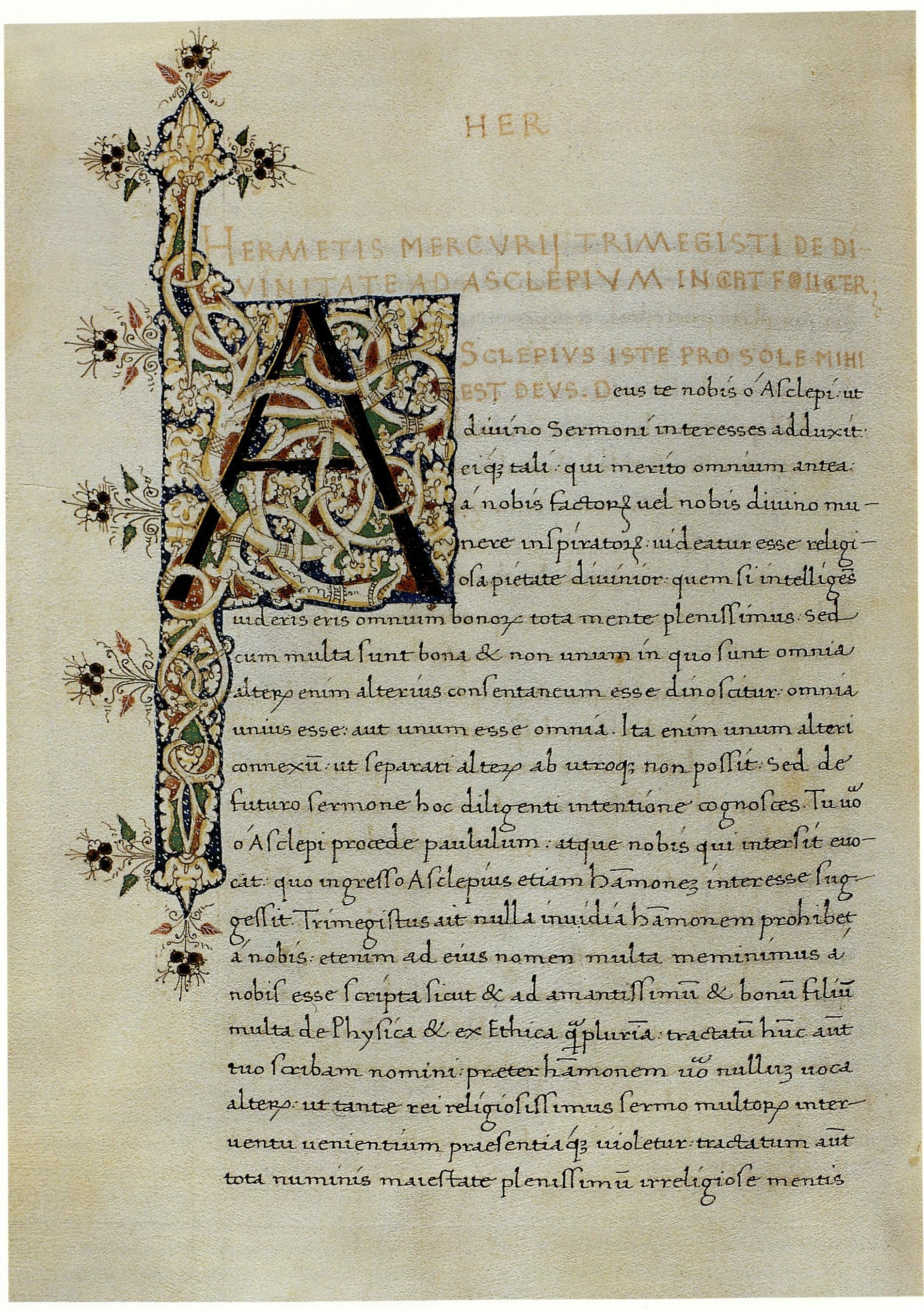
Der Anfang des Asclepius in der Handschrift Venedig, Biblioteca Nazionale Marciana, Lat. Z. 467 (= 1557), fol. 91v (Mitte des 15. Jahrhunderts)

Der Asclepius ist ein Dialog zwischen Hermes Trismegistos und seinem älteren Sohn Asklepios. Auch der jüngere Sohn Tat sowie Ammon sind anwesend, sie ergreifen aber nicht das Wort. Alle vier werden hier als Männer bezeichnet; sie sind Menschen, keine Gottheiten, doch in der Rahmenhandlung teilt der anonyme Erzähler mit, dass aus Hermes der göttliche Eros spreche, und Hermes erwähnt im Dialog seinen gleichnamigen göttlichen Großvater. Die griechische Originalfassung der nur in lateinischer Übersetzung oder Paraphrase vollständig überlieferten Schrift trug den Titel Vollkommene Rede (lógos téleios). Fragmente des griechischen Originals sind durch Zitate in spätantiker Literatur erhalten geblieben. Teile des Werks liegen auch in koptischer Übersetzung vor. Der koptische Text lässt erkennen, dass der unbekannte Bearbeiter, der die lateinische Version schuf, mit seiner Vorlage sehr frei umging; er änderte inhaltlich, kürzte und erweiterte. Außerdem übersetzte er fehlerhaft. Anscheinend ist der vorliegende Text das Resultat einer achtlosen Zusammenfügung von drei oder vier ursprünglich selbständigen Schriften. Daher ist der Gedankengang teilweise schwer nachvollziehbar, es gibt Unklarheiten und Widersprüche, und die Ausführungen ergeben kein stimmiges Ganzes.
Die griechische Urfassung entstand im 2. oder 3. Jahrhundert, die lateinische Übersetzung spätestens zu Beginn des 5. Jahrhunderts. Der lateinische Asclepius ist unter den Werken des Apuleius überliefert und wurde ihm daher früher zugeschrieben, doch die Hypothese, der berühmte Schriftsteller habe den Dialog übersetzt, wird in der neueren Forschung fast einhellig abgelehnt. Verbreitet ist in der Forschung die Annahme, dass der Übersetzer wahrscheinlich in Afrika lebte.
Zunächst geht Hermes auf Grundlagen der Kosmologie ein und betont die Einheit der mannigfaltigen Erscheinungsformen (species), dann weist er auf die Sonderstellung des Menschen hin. Diesen beschreibt er als großes Wunder, das Anerkennung und Verehrung verdiene. Die menschliche Natur weise einen göttlichen und einen erdenhaften Anteil auf. Als Mittelwesen, „an dem glücklicheren Ort der Mitte angesiedelt“, ist der Mensch nach Hermes’ Schilderung mit allen anderen Geschöpfen gemäß der himmlischen Ordnung verbunden. Er liebt die Wesen, die unter ihm stehen, und wird von denen, die ihm übergeordnet sind, geliebt. Mit seinem Scharfsinn kann er alles erreichen und durchmessen; weder die Höhe des Himmels noch die Tiefe des Meeres oder die Dichte der Erde kann ihn daran hindern. Der Geist (spiritus), der alles erfüllt und belebt, befähigt den Menschen sogar zur Erkenntnis des göttlichen Plans.
Asklepios fragt, wieso der Mensch in die materielle Welt gestellt wurde, statt dort, wo Gott ist, sein Dasein in höchstem Glück zu verbringen. Die Antwort weiß Hermes nicht sogleich, er muss Gott bitten, sie ihm zu offenbaren. Dann trägt er die Erklärung vor. Sie lautet: Der unsichtbare oberste Gott, der Herr und Schöpfer aller Dinge, hat einen zweiten Gott geschaffen, den sinnlich wahrnehmbaren Kosmos. Dieser war von allem Guten erfüllt und schien seinem Erzeuger daher schön und liebenswert. Daher wollte der Schöpfer, dass es außer ihm selbst noch ein anderes Wesen gebe, das diese Schönheit betrachten könne. Daher schuf er den Menschen durch einen bloßen Willensakt und verknüpfte in ihm die ewige mit der sterblichen Natur. Durch diese Doppelnatur befähigte er sein neues Geschöpf, sowohl das Himmlische zu bewundern und anzubeten als auch das Irdische durch Anwendung der Künste und Wissenschaften zu lenken. Somit ist der Mensch so beschaffen, dass er beiden Teilen seiner Natur gerecht werden kann. Der irdische, vergängliche Anteil seines Wesens macht ihn nicht minderwertig; vielmehr kann die Sterblichkeit als Gewinn betrachtet werden, denn der Mensch scheint durch seinen sterblichen Teil, den Körper, seinem Daseinszweck besser angepasst zu sein. Er soll nämlich sowohl das Irdische besorgen als auch die Gottheit lieben, und für die Erfüllung dieser doppelten Aufgabe ist es wesentlich, dass er als zusammengesetztes Wesen beiden Bereichen angehört. In der Rangordnung steht er nach Gott und dem Kosmos an dritter Stelle. Wenn er seine Aufgabe der gewissenhaften Fürsorge für die ihm anvertraute Welt gut erfüllt, gereicht er der Welt zur Zierde und sie ihm.
Von entscheidender Bedeutung ist dabei die Frömmigkeit, denn sie macht den Menschen gut. Es kommt darauf an, dass man zu allem, was man aufgrund eines körperlichen Verlangens in Besitz genommen hat, innerlich Distanz hält; man soll erkennen, dass aller irdische Besitz dem Menschen wesensfremd ist. Der Sinn des Daseins eines Frommen besteht darin, seine Pflichten in beiden Bereichen zu erfüllen und damit auf würdige und angemessene Weise dem Willen der Gottheit zu folgen. Das bedeutet, dass man die Schönheit der Welt mit Sorgfalt bewahrt und vermehrt und ihre schöne Gestalt unter täglichem Einsatz seines Körpers durch Arbeit und Fürsorge in Ordnung hält. Wer so lebt, der wird nach dem Tod aus der Aufsicht über das Irdische entlassen, von der Sterblichkeit erlöst und in die Göttlichkeit, die seine wahre Natur ist, zurückgeführt. Die Unfrommen hingegen erleiden ein schlimmes Schicksal im Rahmen der Seelenwanderung.
Dem kosmologischen Modell des Asclepius zufolge prägen drei Faktoren die Welt: die Schöpfertätigkeit Gottes, das Pneuma (wörtlich „Hauch“, lateinisch spiritus) und die Materie. Das Pneuma ist eine überall vorhandene geistige Substanz, die als Hilfsmittel Gottes alles im Kosmos besorgt und belebt. Die Materie nährt die Körper, das Pneuma die Seelen. Sowohl die Materie als auch das Pneuma sind „ungeboren“, also ohne zeitlichen Anfang, und beide haben die Fähigkeit zu gebären und hervorzubringen.
Danach geht Hermes auf zahlreiche Einzelfragen ein. Themen sind die Götter, die höchste Gottheit, die Fortpflanzung, der Geist, die Seele, die menschliche Natur, die Bedeutung der Götterbilder, die Beschaffenheit des Kosmos, die Ewigkeit und die Zeit, das Schicksal und die Zukunft der Welt. Dabei legt der Trismegistos besonderes Gewicht auf die drei kosmologischen Grundprinzipien Schicksal, Notwendigkeit und Ordnung. Unter anderem trägt er die hermetische Lehre von der Erfülltheit des Kosmos vor und bestreitet die Möglichkeit eines Vakuums. Besonders betont wird die androgyne Natur des Schöpfergottes, die sich in der Polarität von Mann und Frau spiegle. In diesem Kontext beschreibt Hermes zur Illustration den Geschlechtsakt auf für damalige Verhältnisse ungewöhnlich genaue Weise; er konstatiert einen Eigenschaftenaustausch der Geschlechter: Durch die sexuelle Vereinigung erlange die Frau männliche Kraft, während der Mann seinerseits durch diesen Vorgang in weiblicher Trägheit ermatte. Einen Einschub im Text bildet die sogenannte „Apokalypse“ des Asclepius, eine Prophezeiung über den künftigen Niedergang der Welt und der Menschheit. Nach dieser Voraussage werden die Götter die Erde verlassen, die Menschen werden unfromm werden und den Kosmos verachten. Überall wird sich die Schlechtigkeit durchsetzen, die Verbindung mit dem Göttlichen wird abreißen, die Religion abgeschafft werden und die Erde ihre Fruchtbarkeit einbüßen. Schließlich wird Gott den Untergang der Menschheit herbeiführen, um dem Elend ein Ende zu setzen. Danach wird er die Welt zu ihrer alten, bewundernswerten Gestalt zurückführen.
Nach der Belehrung wenden sich die vier Männer dem Gebet zu. Asklepios schlägt vor, beim Beten Weihrauch und Wohlgerüche hinzuzunehmen. Hermes lehnt diese Anregung scharf ab. Er hält jedes der Gottheit dargebrachte Opfer, auch das Räuchern, für frevelhaft. Da es Gott an nichts fehle, könne man ihm nichts geben. Ein rechtes Gebet bestehe aus Dank. Den Abschluss des Dialogs bildet ein Dankgebet.

#### DieKore kosmuund verwandte Texte
Von dem hermetischen Buch Kore kosmu (κόρη κόσμου kórē kósmu „Pupille der Welt“) ist nur ein umfangreiches Exzerpt überliefert, das aus einer kompilierten Präsentation des Stoffs stammt. Die vorliegende Version lässt erkennen, dass Material aus verschiedenen Überlieferungen oberflächlich zusammengefügt wurde, ohne dass der Urheber der letzten Fassung für Stimmigkeit sorgte. Daher gilt die philologische Erschließung als sehr schwierig, zahlreiche Einzelfragen sind ungeklärt. Mit der „Pupille“ ist wohl die Hauptfigur des Werks gemeint, die ägyptische Göttin Isis. Einer Forschungshypothese zufolge ist das Auge der Welt, dessen Pupille die Göttin bildet, die Sonne.
Die Kore kosmu hat die Form eines Gesprächs zwischen Isis und ihrem Sohn Horus, dem die Göttin von der Erschaffung der Welt und der mythischen Urzeit erzählt. Hermes Trismegistos wird erwähnt und zitiert, ist aber nicht anwesend. Er ist die Quelle der Kenntnisse, über die Isis verfügt. Gestützt auf hermetische Offenbarungen hat Isis mit ihrem Gatten Osiris die Grundlagen der menschlichen Kultur gelegt. Somit erscheint das göttliche Paar hier in der Rolle von Schülern des Hermes. Nun gibt Isis einen bedeutenden Teil ihres Wissens an ihren Sohn weiter.
Die Göttin beschreibt die Weltentstehung als Prozess, bei dem die Ordnung von oben nach unten voranschritt. In einer frühen Phase war der von Göttern bewohnte Himmel bereits auf vollkommene Weise geordnet, die Gestirne kreisten auf ihren regelmäßigen Bahnen. Die unteren Bereiche des Kosmos hingegen befanden sich noch in einem chaotischen und unfruchtbaren Zustand, dort herrschten Furcht und Unwissenheit. Um diesen Übelstand zu beheben, gab der Weltschöpfer auf Bitten der Gestirngötter der Welt ihre jetzige Gestalt. Er ließ Physis entstehen, die als überaus schönes weibliches Wesen personifizierte Natur, und verlieh ihr Fruchtbarkeit. Physis vermählte sich mit Ponos („Mühsal“) und gebar die Tochter Heuresis („Erfindung“), der Gott die Leitung des bereits Gewordenen übertrug.
Anschließend schildert Isis die Erschaffung der Seelen, denen Gott himmlische Wohnsitze zuwies. Im Auftrag des Himmelsherrschers formten die Seelen die tierischen Körper, und Gott schenkte den Tieren das Leben und die Fähigkeit zur Fortpflanzung. Dann wurden die Seelen aber übermütig und überschritten die Grenzen des ihnen zugeteilten Aufenthaltsbereichs, da ihnen die Ortsgebundenheit wie ein Tod vorkam. Zur Strafe dafür beschloss Gott, sie in menschliche Körper einzusperren. So kam es zur Erschaffung des Menschen. Bei der Ausstattung der Menschheit mit unterschiedlichen Eigenschaften und Fähigkeiten leistete jeder der Götter einen Beitrag. Hermes übernahm eine zentrale Aufgabe: Er formte die menschlichen Körper und verlieh ihnen Schönheit. Das Werk gelang und stellte den Schöpfer zufrieden.
Entsetzt beklagten die Seelen das ihnen zugedachte Schicksal der Verbannung und Einkerkerung in Körpern. Darauf erläuterte ihnen der göttliche Weltherrscher seine Entscheidung: Die schuldigen Seelen wurden zwar dazu verurteilt, auf der Erde zu leben und Körper zu bewohnen, sollten aber gerecht behandelt werden. Sie wurden unter die Herrschaft der Mächte „Liebe“ und „Notwendigkeit“ gestellt. Zwar mussten sie die menschliche Daseinsform hinnehmen, doch wurde ihnen – abhängig von ihrem Verhalten – die Möglichkeit der Rückkehr zu ihren ursprünglichen Wohnsitzen in Aussicht gestellt. Falls sie allerdings als Menschen schwere Verfehlungen begingen, würden sie erneut auf der Erde geboren werden und als vernunftlose Tiere umherirren.
Anschließend beschreibt Isis die Überlegungen, die bei der Einschließung der Seelen in die Körper angestellt wurden. Hermes wurde von Momos, der personifizierten Tadelsucht, ermahnt, der vorwitzigen Wissbegier der Menschen Grenzen zu setzen, und griff diese Bedenken auf. Er führte ein strenges Schicksalsgesetz ein, dem alle irdischen Vorgänge unterworfen sein sollten.
In der Welt der neuen Geschöpfe herrschten von Anfang an schlimme Verhältnisse. Die frühen Menschen waren wild, kriegerisch und grausam, die Starken ermordeten die Schwachen. So viele Übeltaten wurden begangen, dass sich die personifizierten Elemente Feuer, Luft, Wasser und Erde darüber empörten und bei Gott beklagten. Dieser sagte Abhilfe zu. Er entsandte Osiris und Isis, die Begründer der Zivilisation. Das göttliche Paar setzte dem Morden ein Ende, gab Gesetze, schuf ein Justizwesen und führte die Künste und Wissenschaften ein. Von Hermes hatten sie erfahren, dass der Schöpfer das Untere analog zum Oberen geschaffen hatte. Daher richteten sie auf der Erde Kulte ein, die den himmlischen Gegebenheiten entsprachen. Dann kehrten sie in den Himmel zurück.
Neben dem Exzerpt aus der Kore kosmu sind noch drei weitere Auszüge aus einem Traktat oder aus mehreren Schriften mit ähnlichem Inhalt überliefert. Es handelt sich um Bruchstücke von Gesprächen, in denen Isis ihren Sohn über die Weltordnung und über die Beschaffenheit und Schicksale der Seelen aufklärt. Hier tritt ein ethnisches Selbstbewusstsein hervor: Die Ägypter werden als die vernünftigsten, besonnensten Menschen dargestellt. Isis erklärt dies mit der Lage Ägyptens im Zentrum der Erde, die einem auf dem Rücken liegenden menschlichen Körper vergleichbar sei. Ägypten befinde sich dort, wo im menschlichen Körper das Herz sei, in dem die Seele ihren Sitz habe. Daher sei es ein privilegiertes Land, dessen Bewohner alle Vorzüge der anderen Völker in sich vereinigten, ohne von deren Einseitigkeiten betroffen zu sein. Ein weiterer Faktor sei das vorteilhafte Klima.

### Die Herkunft des Lehrguts
Wie in der Gestalt des Trismegistos sind auch in den ihm zugeschriebenen Lehren Elemente aus unterschiedlichen Kulturen vermischt. Eine maßgebliche Rolle spielen Vorstellungen, die aus der altägyptischen Religion stammen. Stark beeinflusst ist das Weltbild der Hermetiker außerdem von der platonischen Naturphilosophie und Seelenlehre, die in Platons Dialog Timaios dargelegt ist. Da das hermetische Schrifttum im Zeitalter des Mittelplatonismus entstand, pflegten die Autoren die platonische Philosophie im Sinne des mittelplatonischen Verständnisses auszulegen. Daneben sind auch Einwirkungen der stoischen Philosophie sowie des jüdischen religiösen Denkens erkennbar. Über die Gewichtung der einzelnen Anteile gehen in der Forschung die Meinungen auseinander; in der neueren Fachliteratur werden die ägyptischen Wurzeln der Hermetik stark betont.

## Die „technische“ Hermetik
Neben dem hermetischen Schrifttum, das religiös-philosophische Offenbarungen enthält, entstand in der Antike auch eine umfangreiche Literatur, die den Anspruch erhob, praktisch verwertbare naturkundliche Kenntnisse des Hermes zu vermitteln. Es wurde behauptet, es handle sich um ein vom Trismegistos enthülltes Wissen über verborgene Naturgesetze, Naturkräfte und okkulte Zusammenhänge. Diese Schriftengruppe wird heute unter der Bezeichnung „technische Hermetica“ zusammengefasst, da sie okkulte Techniken beschreibt. Es werden konkrete Angaben gemacht, die dem Leser zum Verständnis und zur Meisterung der Natur verhelfen sollen. Unter praktischen Gesichtspunkten werden Themen der Astrologie, Alchemie, Magie und Medizin behandelt. Indem man derartige Werke dem „Dreimalgrößten“ zuschrieb, stattete man sie mit seiner Autorität aus.

### Astrologie, Magie und Heilkunde

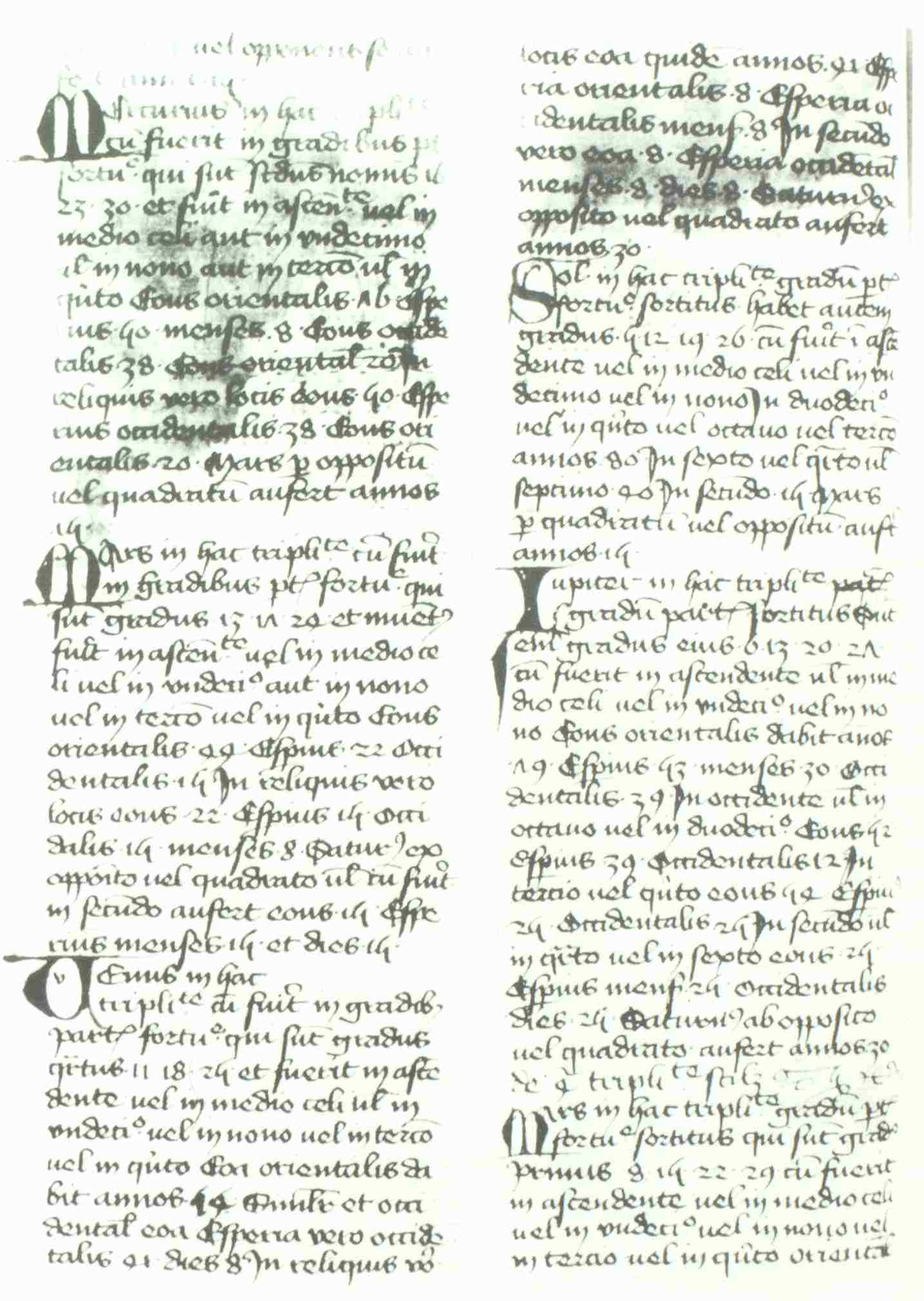
Eine Seite einer Handschrift des Liber Hermetis Trismegisti. London, British Library, Harley 3731, fol. 46v (15. Jahrhundert)

Die Anfänge der astrologischen Literatur, die spätestens ab der Römischen Kaiserzeit unter dem Namen des Hermes Trismegistos verbreitet wurde, reichen in die Epoche des Hellenismus zurück. Eine hellenistische Urform dieser Astrologie war anscheinend in den heute verlorenen ägyptischen Astrologumena beschrieben, deren Ursprung wohl in priesterlichem Milieu zu suchen ist. Sehr spät hingegen – nach heutigem Forschungsstand erst im byzantinischen Mittelalter – entstand der griechische Urtext eines Klassikers der technischen Hermetik, der nur in lateinischer Übersetzung unter dem Titel Liber Hermetis Trismegisti (Buch des Hermes Trismegistos) erhalten geblieben ist. Dieses Handbuch wird auch als Buch über die 36 Dekane bezeichnet, da es die „Dekane“, die je 10 Grad umfassenden 36 Abschnitte des Tierkreises, behandelt. Das darin zusammengestellte antike Material stammt aus verschiedenen Epochen, teils aus hellenistischer Zeit, teils aus der Spätantike.
Ein bedeutender Teil der technischen hermetischen Literatur befasst sich mit Magie. Manche auf Papyrus überlieferte magische Texte bezogen ihre Autorität ausdrücklich vom Trismegistos, in dem man den Begründer der Magie sah, in anderen wurde hermetisches Material verwertet, ohne dass der Name des mythischen Urhebers genannt wurde. Die Anfänge dieses Schrifttums reichen ins 1. Jahrhundert v. Chr. zurück. Man wollte mit den dargestellten magischen Praktiken die Gottheit herbeirufen, um eine Kommunikation mit ihr zu eröffnen und dann von ihrem Wissen und ihrer Hilfsbereitschaft zu profitieren. Zum Teil wurden die magischen Phänomene darauf zurückgeführt, dass der angerufene Gott einen Gegenstand beseelt und von ihm Besitz ergriffen habe. Hermes wurde als kosmische Macht, als Schöpfer und als allmächtiger und allwissender Weltherrscher aufgefasst, zugleich aber auch als Person, zu der man in ein intimes Verhältnis treten konnte.
Ein wichtiges Thema war die Verwertung astrologischer oder magischer Kenntnisse für medizinische Zwecke. Ein Wissen über verborgene Kräfte von Tieren, Pflanzen und Steinen sollte den Weg zur Bestimmung der jeweils wirksamen Heilmittel weisen. Astrologische Therapien fußten auf der Annahme, dass es Entsprechungen zwischen den Gestirnen, den erkrankten Organen und den passenden Heilmitteln gebe. In einer Gruppe von Traktaten wird behauptet, man könne den Ausgang einer Krankheit anhand der Gestirnkonstellation zum Zeitpunkt ihres Ausbruchs vorhersagen.
Eine in der Antike kaum beachtete, aber im Mittelalter stark rezipierte Kompilation von hermetischen Texten über Magie und okkulte Heilkunde ist unter der Bezeichnung Kyraniden bekannt. Die älteste Version entstand wohl erst im 4. Jahrhundert. Das Werk gibt sich als Offenbarung des Gottes Hermes Trismegistos aus, der dem Aufzeichner Harpokration Geheimnisse der Heilkräfte der Natur enthüllt habe. Den Inhalt bilden in erster Linie Hinweise zur Herstellung heilender oder anderweitig magisch wirksamer Mittel sowie Beschreibungen der Tiere, Pflanzen und Steine, aus denen man die benötigten Substanzen gewinnt. Manche Mittel sind dazu gedacht, dem Anwender in der Erotik oder bei seiner Karriere zu helfen.

### Alchemie
Bis zum Beginn der Spätantike fassten die alchemistischen Autoren ihre Kunst als rein praktische auf; sie beschrieben Transformationsprozesse bei der Metallverarbeitung. Erst um 300 setzte eine alchemistische Literatur ein, die vom Einfluss des religiös-philosophischen Gedankenguts der Hermetik geprägt war. Nun bildete das menschliche Erlösungsstreben den Hintergrund der materiellen Transformationsprozesse. Die Umwandlung des Metalls wurde zum Symbol für geistig-seelische Vorgänge. Die spätantiken hermetischen Alchemisten betrachteten die Metallveredelung als Ritual mit religiösem Charakter. Wegweisend waren die Schriften des ägyptischen Alchemisten Zosimos von Panopolis, der in der Zeit der beginnenden Spätantike lebte. Zosimos beschrieb zwar die alchemistische Praxis, stellte aber mit Berufung auf ein Buch des Hermes Trismegistos fest, ein nach Selbst- und Gotteserkenntnis trachtender Mensch solle nicht versuchen, mit Hilfe der Magie irgendetwas zustande zu bringen. Vielmehr solle er sich am Poimandres und am Mischkrug des Hermes – dem vierten Traktat des Corpus Hermeticum – orientieren, um seelische Vollkommenheit zu erlangen. Offenbar kannte Zosimos eine hermetische Schrift, in der die Magie prinzipiell verworfen wurde.

## Argumentationsmuster
Der hermetische Diskurs ist von Argumentationsmustern geprägt, deren Struktur Thomas Leinkauf untersucht hat. Leinkauf hat vier Argumentationstypen ermittelt, die nach seinem Befund „deutlich die rationale Struktur einer analogischen Konstruktion aufweisen“. Für diese Typen schlägt er folgende Verallgemeinerungen vor:
- (1) „A verhält sich zu B in X, wie A’ sich zu B’ in Y verhält.“ Das heißt, es wird eine vollständige Parallelität oder Entsprechung zwischen zwei in sich abgeschlossenen Gebilden behauptet. Solche Gebilde sind die intelligible und die sinnlich wahrnehmbare Welt; das Geistige ist das Muster des Sinnlichen. Daraus ergibt sich die Möglichkeit entsprechender Rückschlüsse hinsichtlich der Beschaffenheit der Elemente der beiden Gebilde.
- (2) „A verhält sich durch m zu B wie C durch m zu D.“ Somit wird, wenn C die unbekannte Größe ist (beispielsweise Gott als das schlechthin Gute), A zum aufschließenden Indikator für das, was zumindest eine Bestimmung an C ist. Beispielsweise verhält sich der Bauer durch sein Säen und Anpflanzen zum Getreide oder zu einem Weinstock so wie Gott durch die Art seines Hervorbringens zu dem, was er im Himmel und auf der Erde erzeugt.
- (3) „A enthält in Bezug auf C x so in sich, wie B in Bezug auf C y in sich enthält.“ Beispielsweise enthält die Heilpflanze A eine Kraft x, die ihrem funktionalen Status nach in Entsprechung zu der Funktion steht, die das verletzte Organ y des Menschen B oder die Ursache der Verletzung in der Relation zum menschlichen Organismus (C) einnimmt. Darauf wird die therapeutische Wirkung der Pflanze zurückgeführt.
- (4) „A impliziert B und B ist nichts anderes als die Realisierung dieser Implikation, so dass die Differenz von A und B als das Auseinandertreten einer Einheit in ihre Momente A und A’ gedacht werden kann, ohne dass die zugrunde liegende Einheit aufgehoben wird.“ Somit ist jedes Seiende eine mehr oder weniger adäquate Entfaltung seiner eigenen samenhaften Einheit.

## Rezeption
In der abendländischen Kulturgeschichte ist die Hermetik breit und vielfältig rezipiert worden, vor allem in der Renaissance. Dabei wurde das ursprüngliche Gedankengut auch umgewandelt und weiterentwickelt. Es gibt keine einheitliche, in sich geschlossene hermetische Tradition, die sich durch klar umrissenes Lehrgut von verwandten Strömungen abgrenzen ließe. Daher ist das übliche Abgrenzungskriterium formal: Alle Werke, deren Inhalte von ihren Autoren, Bearbeitern oder Übersetzern auf den Trismegistos zurückgeführt oder in die Hermetik eingeordnet wurden, gelten als „hermetisch“. Hinzu kommen abweichende Begriffsverwendungen in der modernen Philosophie und Literaturwissenschaft.

### Antike
Zwischen der Hermetik und dem frühen Christentum bestehen mancherlei Gemeinsamkeiten, doch Hypothesen über historische Zusammenhänge und Wege der Beeinflussung sind schwer zu beweisen. In der Rezeption bei den antiken Kirchenschriftstellern sind zwei gegensätzliche Tendenzen erkennbar: Einerseits führten manche dieser Autoren zustimmend einzelne hermetische Lehraussagen an, die sich als Bestätigungen christlicher Dogmen deuten ließen, andererseits wurde die Hermetik als wertloses Produkt des Heidentums verworfen. Im Lauf der Zeit verstärkte sich die Tendenz zu einer kritischen Einschätzung.
Im frühen 3. Jahrhundert bezeichnete der christliche Schriftsteller Tertullian den Trismegistos als Lehrer aller Naturphilosophen. Starkes Interesse zeigte im frühen 4. Jahrhundert der Apologet Laktanz. Er verwertete Aussagen, die dem Trismegistos zugeschrieben wurden, um die Übereinstimmung christlicher Lehren mit Einsichten der paganen Autorität aufzuzeigen. Augustinus hingegen betonte die Unvereinbarkeit von Christentum und Hermetismus. Er nahm insbesondere daran Anstoß, dass „Hermes“ für die Verehrung von Götterbildern eintrat. Die apokalyptischen Prophezeiungen des Asclepius bezog Augustinus auf den Sieg des Christentums über das Heidentum. Hermes habe die Zerstörung der heidnischen Kulte vorausgesagt, aber ganz zu Unrecht beklagt. Aus einer anderen Perspektive betrachtete der griechische Kirchenvater Kyrill von Alexandria die Hermetik. Er sah im Trismegistos einen Ägypter, der in Tempeln gelebt und die Gotteslehre des Moses gekannt habe. In seiner Polemik gegen den paganen Kaiser Julian zitierte Kyrill hermetische Lehraussagen.
Bei den Manichäern galt Hermes als authentischer Bote Gottes.
Ein wirkmächtiger paganer Rezipient der hermetischen Theologie, Kosmologie und Seelenlehre war der spätantike Neuplatoniker Iamblichos. Er nahm eine Fülle von hermetischen Konzepten auf und verband sie mit seinem platonischen Gedankengut. Damit wurde er wegweisend für die enge Verbindung von Hermetik und Platonismus, die in der Renaissance ihre Blütezeit erlebte.

### Mittelalter

#### Arabischsprachige Welt
In der arabischsprachigen Welt wurde die okkultistische Strömung des antiken Hermetismus intensiv rezipiert, während die religiös-philosophische Tradition weit weniger Beachtung fand. Unklar ist, inwieweit dem einschlägigen Schrifttum in arabischer Sprache Übersetzungen alter griechischer Texte zugrunde liegen. Eine Forschungsrichtung nimmt an, dass die arabische Hermetik zu einem beträchtlichen Teil auf heute verschollenen antiken Schriften basiere. Nach der gegenteiligen Auffassung nutzten die meisten arabischsprachigen Autoren nur die Hermes-Tradition, um ihren eigenen Werken durch Berufung auf den legendenhaften Weisen oder Nennung seines Namens als Verfasser Autorität zu verschaffen.
Islamische Gelehrte machten aus Hermes (arabisch Hirmis) einen Propheten und hielten ihn für den Begründer von Künsten und Wissenschaften, insbesondere der Alchemie. Eine stark rezipierte arabische Legende, die Material aus christlicher und iranischer Überlieferung kombiniert, entstand im 9. Jahrhundert. Sie berichtet von drei unter der Bezeichnung „Hermes“ bekannten bedeutenden Kulturträgern, wobei „Hermes“ als Titel aufgefasst wird. Der erste Hermes sei der Prophet und Wissenschaftspionier gewesen. Er wird mit Henoch und dem im Koran erwähnten Propheten Idrīs gleichgesetzt. Nach dieser Darstellung, die teilweise mit den Angaben im antiken Sothisbuch übereinstimmt, lebte der erste Hermes vor der Sintflut in Ägypten und erbaute Pyramiden und Tempel. Auf Tempelwänden zeichnete er den damaligen wissenschaftlichen Kenntnisstand auf, um ihn vor der Vernichtung durch die Flut zu bewahren. Der zweite Hermes war ein Wissenschaftler, der nach der Sintflut in Babylonien tätig war und nach einer Version der Legende nach Ägypten auswanderte. Der dritte war ein ägyptischer Gelehrter, der Schriften über verschiedene Wissenschaften verfasste. Er war der Lehrer des Asklepios.
In einem Handbuch der arabischen Magie, das unter dem lateinischen Titel Picatrix bekannt ist, wird von einer koptischen Überlieferung berichtet, der zufolge fünf kulturgeschichtlich bedeutende Personen namens Hermes zu unterscheiden sind. Ein Hermes – gemeint ist der Trismegistos – wird als mächtiger Magier dargestellt, der eine ägyptische Wunderstadt gegründet und dort machtvolle magische Einrichtungen installiert habe.
Eine andere Legende, die sich bis ins 10. Jahrhundert zurückverfolgen lässt, berichtet von nur einem Hermes, der mit dem Propheten Idrīs und dem Trismegistos der Griechen identifiziert wird. Dieser wird als vorsintflutlicher Weltherrscher, Städtegründer und Gesetzgeber dargestellt, der in Ägypten gelebt habe. Im 13. Jahrhundert vermischten arabische Philosophiehistoriker diese Legende mit der von den drei Kulturträgern.

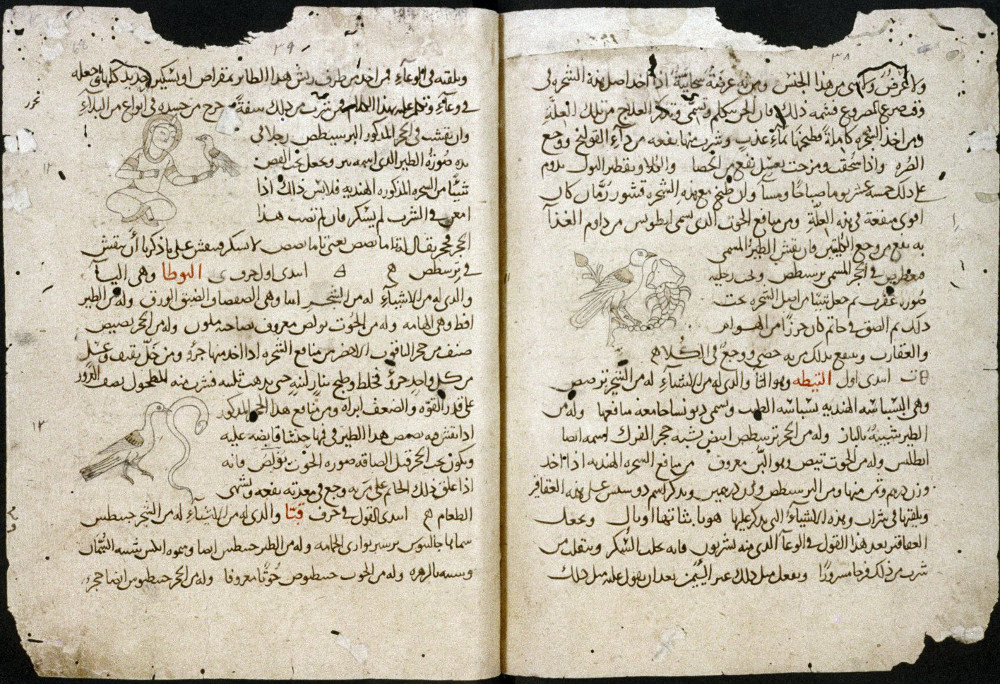
Eine spätmittelalterliche Handschrift einer arabischen Kyraniden-Übersetzung mit Federzeichnungen. Oxford, Bodleian Library, Ms. Arab. d. 221, fol. 67v und 68r

Die hermetischen Schriften in arabischer Sprache sind zahlreich. Sie gehören größtenteils zur okkultistischen Literatur. Zu den wirkmächtigsten Texten zählt die Tabula smaragdina (Smaragdene Tafel), eine kurze Zusammenstellung von Lehrsätzen, die dem „dreifach mit Weisheit ausgestatteten Hermes“ zugeschrieben wurden. Sie ist in verschiedenen arabischen Versionen und lateinischen Übersetzungen überliefert. Ob dieses Werk mittelalterlichen Ursprungs ist oder zu den Übersetzungen aus dem Griechischen gehört, ist in der Forschung umstritten. Die Tabula wurde für die naturphilosophische Begründung der Alchemie wichtig. Sie galt als Schlüssel zu den letzten Geheimnissen der Natur. Ein zentraler Gedanke des unbekannten Autors ist die Entsprechung zwischen dem „Oberen“ und dem „Unteren“, die Analogie zwischen den himmlischen und den irdischen Gegebenheiten. Dazu gehört die These, der Mikrokosmos entstehe „nach Art der Entstehung des Makrokosmos“. Das in der technischen Hermetik verbreitete Konzept der Gleichartigkeit der verschiedenen Bereiche des Kosmos lieferte eine theoretische Grundlage für okkultistische Praktiken, die eine derartige Struktur der Welt voraussetzen. Das hermetische Modell gestattete es, aus der Beschaffenheit eines bekannten Bereichs auf die eines unbekannten, aber für analog gehaltenen zu schließen.
Eine Erzählung über die Auffindung der Smaragdtafel verbindet die Hermessage mit der des antiken Neupythagoreers Apollonios von Tyana, der arabisch Balīnūs genannt wurde. Diese Legende findet sich in dem unter dem Namen des Balīnūs verbreiteten Buch über das Geheimnis der Schöpfung (kitāb sirr al-ḫalīqa), einer umfassenden naturphilosophischen Erklärung der Beschaffenheit des Universums. Nach dem dort in der Einleitung mitgeteilten Bericht des Balīnūs entdeckte dieser in seiner Heimatstadt Tyana unter einem Standbild des „dreimal weisen“ Hermes einen unterirdischen Gang, in dem er einen Mann – offenbar den Trismegistos – fand, der auf einem goldenen Thron saß und eine Tafel aus grünem Smaragd in der Hand hielt. Auf der Tafel war die „Herstellung der Natur“ – die Alchemie – beschrieben. Vor Hermes lag ein Buch, in dem das Geheimnis der Schöpfung und das Wissen von den Ursachen der Dinge verzeichnet war. Balīnūs nahm die Tafel und das Buch und verließ den Gang. Dank den so erlangten Kenntnissen wurde er als Weiser berühmt. Das Motiv der Begegnung mit dem alten Trismegistos, die zur Entdeckung seines Geheimwissens führt, kommt in verschiedenen Erzählungen vor.
Ein häufiges Konzept in der arabischsprachigen Hermetik-Rezeption ist die individuelle „vollkommene Natur“ jeder einzelnen Person. Darunter verstehen die Autoren einen Teil der menschlichen Seele, der im Himmel bleibt, wenn die Seele in einen Körper eintritt. Diese Instanz begegnet der Seele zunächst wie eine eigenständige Person, die über ein überlegenes Wissen verfügt. Sie hilft der Seele auf der Suche nach Wahrheit und belehrt sie, doch schließlich vereinigt sie sich mit ihr und erweist sich als von ihr nicht verschieden. Beide sind das Individuum namens Hermes, das hier als Muster dient. Ein Vertreter dieses Konzepts war Šihāb ad-Dīn Yaḥya Suhravardī.

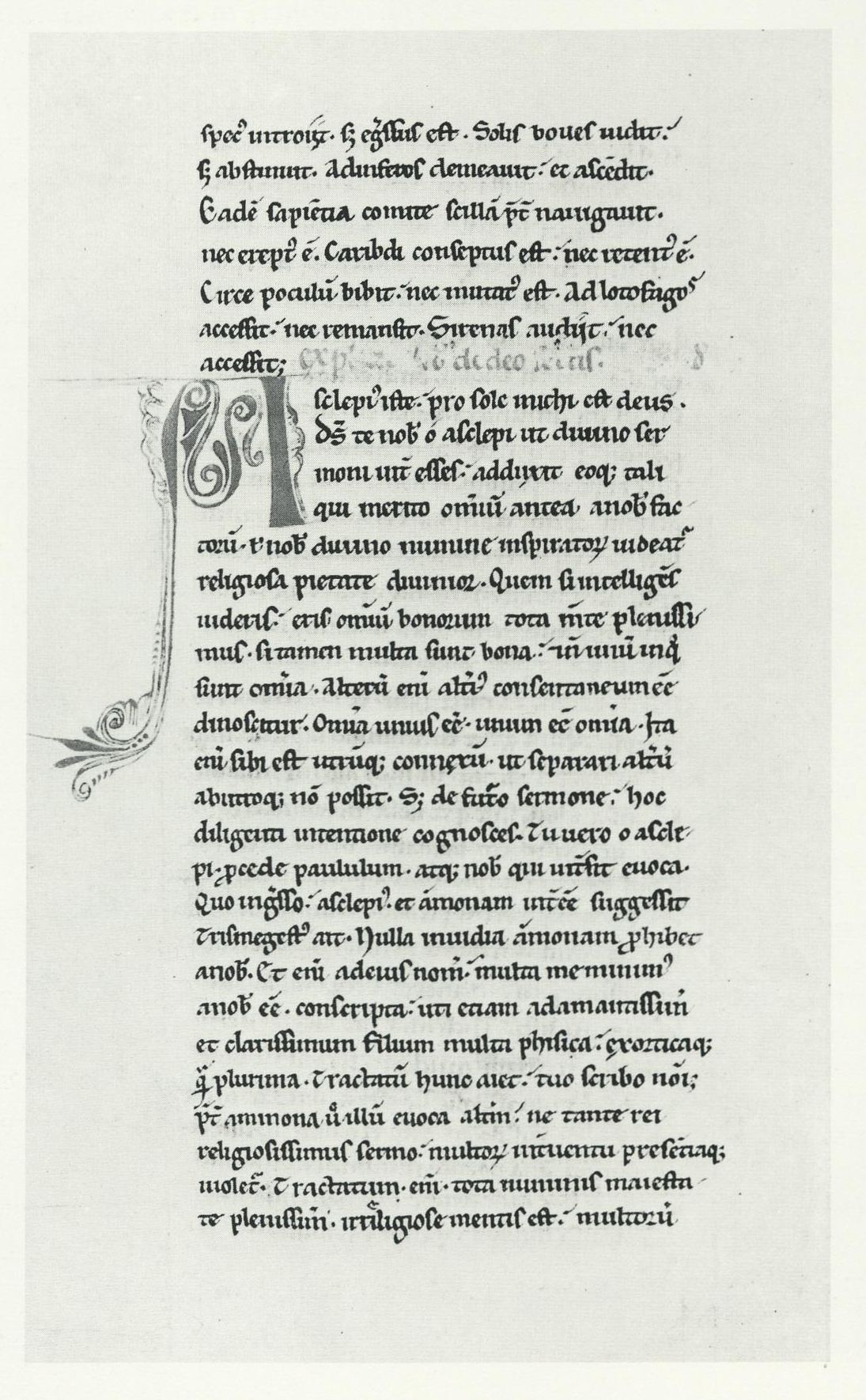
Eine hochmittelalterliche Asclepius-Handschrift aus Frankreich: Florenz, Biblioteca Medicea Laurenziana, San Marco 341, fol. 57v (spätes 12. Jahrhundert)

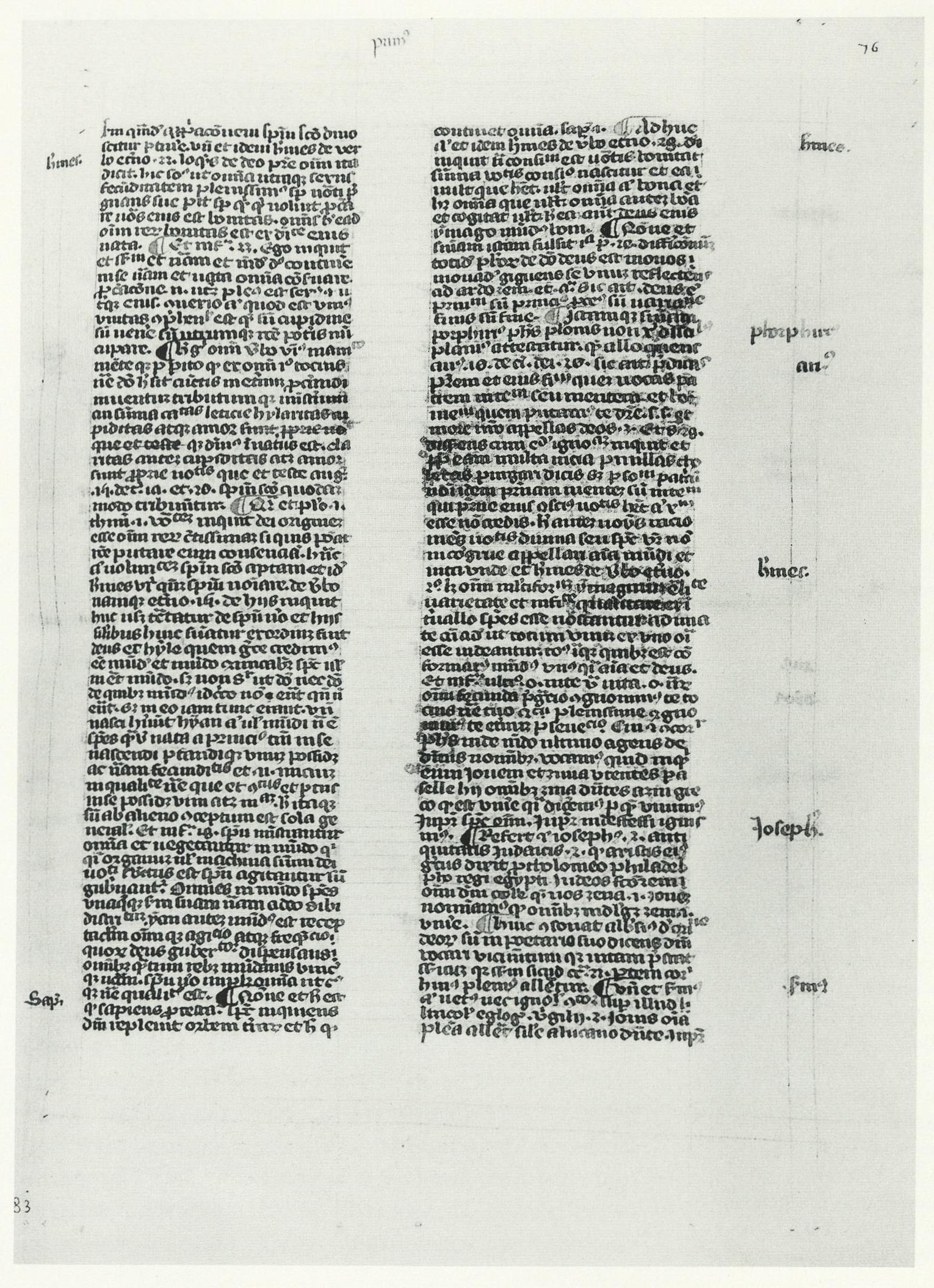
Eine Seite aus Thomas Bradwardines Abhandlung De causa dei contra Pelagianos mit mehreren Bezugnahmen auf Hermes Trismegistos, auf die jeweils am Rand hingewiesen wird, in der 1356 geschriebenen Handschrift Florenz, Biblioteca Nazionale Centrale, Conv. soppr. G.III.418, fol. 83r

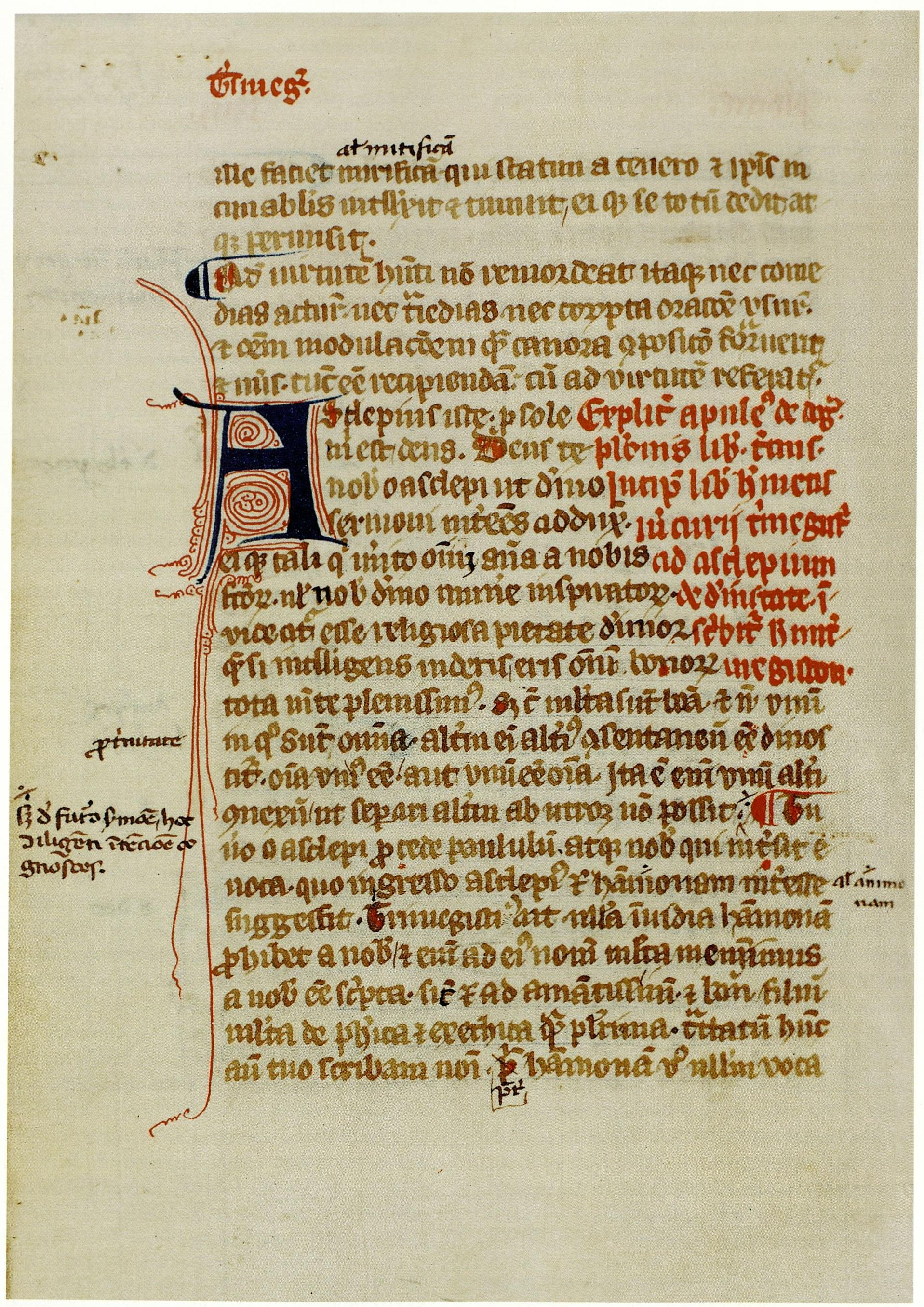
Der Anfang des Asclepius in der französischen Handschrift Venedig, Biblioteca Nazionale Marciana, Lat. VI, 81 (= 3036), fol. 131v (spätes 14. Jahrhundert)

Iranische Astrologen der islamischen Zeit konnten hermetisches Material antiken Ursprungs einer heute verlorenen einschlägigen Literatur in mittelpersischer Sprache entnehmen, die auf antiken griechischen Quellen fußte.

#### Mittellateinische Literatur
Im Frühmittelalter wurde in West- und Mitteleuropa nur vereinzelt auf die Hermetik Bezug genommen. Erst im 12. Jahrhundert setzte in der mittellateinischen Literatur eine intensive Rezeption ein. Da das Corpus Hermeticum unbekannt war, bildete der lateinische Asclepius die Ausgangsbasis. Abgestützt wurde die wohlwollende Aufnahme der hermetischen Lehren durch eine patristische Autorität: In dem spätantiken Pamphlet Tractatus adversus quinque haereses des Bischofs Quodvultdeus, das man irrtümlich dem höchst angesehenen Kirchenvater Augustinus zuschrieb, wird eine Übereinstimmung zwischen der hermetischen und der christlichen Offenbarung in der Trinitätslehre angenommen. Dank der vermeintlichen Billigung durch Augustinus war der Weg zu einer positiven Würdigung des Asclepius frei. Namhafte Theologen und Philosophen knüpften an die Ausführungen der spätantiken Quelle an; im 12. Jahrhundert äußerten sich Petrus Abaelardus, Johannes von Salisbury, Robert von Melun und Alanus ab Insulis in diesem Sinne. Allerdings wirkte auch die Kritik an der Hermetik in Augustinus’ echter Schrift De civitate dei nach; ein profilierter Vertreter dieser negativen Rezeption war Wilhelm von Auvergne, der den Trismegistos als Zauberer schmähte und dessen Lehren als Eingebungen von Dämonen verdammte. Zu den hochmittelalterlichen Autoren, die sich vom theologischen und kosmologischen Gedankengut des Asclepius inspirieren ließen, zählen Thierry von Chartres und Bernardus Silvestris. Die optimistische Anthropologie des Bernardus Silvestris ist von der hermetischen Verherrlichung der Rolle des Menschen im Kosmos beeinflusst. Von Alanus ab Insulis oder aus seinem Umkreis stammen die Glosae super Trismegistum, ein ausführlicher, nur unvollständig überlieferter Kommentar zum Asclepius. Dort wird das hermetische Weltbild als Vorläufer des christlichen dargestellt, der Trismegistos erscheint als der größte heidnische Philosoph.
Im Lauf des 12. und des 13. Jahrhunderts änderte sich das Bild der Hermetik durch die Verbreitung neuen Materials. Es zirkulierten nun zuvor unbekannte Schriften teils theologischen und kosmologischen, teils „technischen“ Inhalts, die als Werke des Trismegistos ausgegeben wurden. Starke Impulse gingen von der arabischen Hermetik aus, die nach und nach durch Übersetzungen ins Lateinische zugänglich wurde. Diese Literatur stieß in weiten Gelehrtenkreisen auf lebhaftes Interesse. Material aus der arabischsprachigen Legende vom vorsintflutlichen Gesetzgeber Hermes wurde im 13. Jahrhundert durch Übersetzungen ins Spanische (Bocados de oro) und ins Lateinische im Abendland bekannt. Spätmittelalterlichen lateinischsprachigen Gelehrten war dieser Stoff im Liber philosophorum moralium antiquorum zugänglich. Auch die arabische Überlieferung von den drei Kulturträgern wurde in der mittelalterlichen lateinischen Literatur rezipiert.
Wohl in der zweiten Hälfte des 12. Jahrhunderts verfasste ein unbekannter Neuplatoniker den Liber viginti quattuor philosophorum (Buch der 24 Philosophen), eine Schrift, in der Gottesdefinitionen vorgetragen und erläutert werden. In vielen Handschriften wird der Trismegistos als Autor genannt. Einer Hypothese der Herausgeberin Françoise Hudry zufolge fußt das Werk auf einer antiken griechischen Vorlage. Ebenfalls aus dem 12. Jahrhundert stammt der Liber de sex rerum principiis (Buch über die sechs Prinzipien der Dinge), eine kosmologische Abhandlung, als deren Verfasser in den Handschriften „Hermes Mercurius Triplex“, der dreifache Hermes Merkur, angegeben wird. Im 13. Jahrhundert befassten sich Roger Bacon, Thomas von York und Albert der Große eingehend mit dem Asclepius; sie betrachteten den Trismegistos mit großem Respekt. Den Beinamen des dreimalgrößten Hermes erklärte Roger Bacon damit, dass dieser der Urheber der Naturphilosophie, der Ethik und der Metaphysik gewesen sei. Auch zwei bedeutende Denker des 14. Jahrhunderts, Thomas Bradwardine und Berthold von Moosburg, hielten Hermes für eine herausragende Autorität unter den paganen Weisen, wenngleich sie sein Eintreten für den Kult der Götterbildnisse verurteilten. Beide zitierten den Asclepius ausgiebig und zogen zudem den Liber viginti quattuor philosophorum und den Liber de sex rerum principiis heran. Bertholds Weltbild beruht auf einer Synthese von Hermetismus, Neuplatonismus und christlicher Theologie.
Auch in der Epoche des Übergangs zwischen Spätmittelalter und Früher Neuzeit fand die Hermetik als Ausdruck paganer Erkenntnis Gottes und der Weltordnung hohe Wertschätzung. Nikolaus von Kues glossierte sein Exemplar des Asclepius und setzte sich eingehend mit diesem Werk auseinander. Er war der Meinung, der Trismegistos habe die Wahrheit, die im christlichen Verständnis von Gott und der Schöpfung liege, schon weitgehend erfasst. Johannes Wenck, ein dezidierter Gegner des Nikolaus von Kues, warf diesem vor, den Pantheismus des Trismegistos übernommen zu haben.

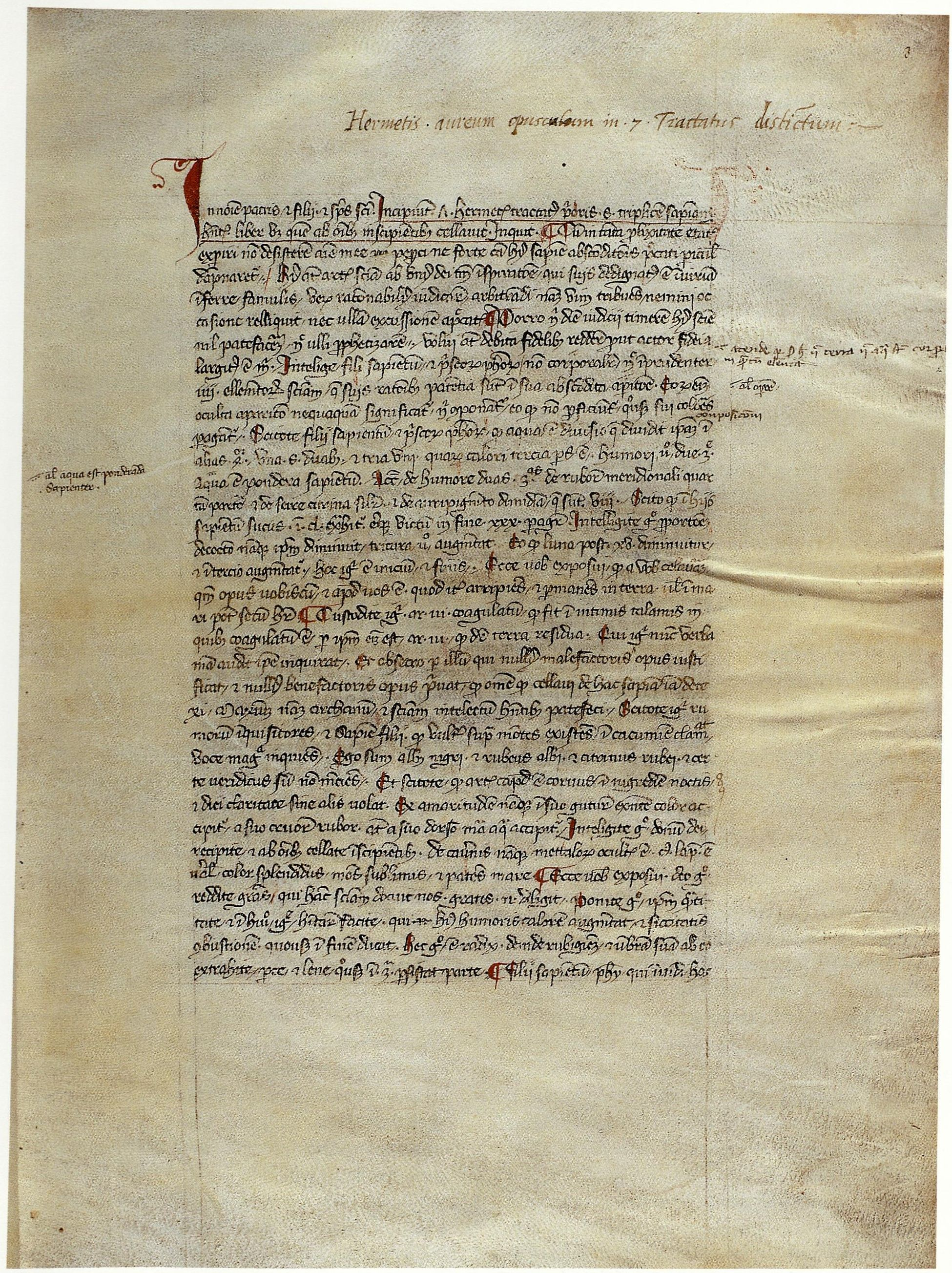
Der Anfang der Hermes Trismegistos zugeschriebenen Septem tractatus in operatione solis et lunae, eines aus dem Arabischen ins Lateinische übersetzten alchemistischen Werks, in der Handschrift Venedig, Biblioteca Nazionale Marciana, Lat. Z. 324 (= 1938), fol. 3r (spätes 14. Jahrhundert)

Viel Beachtung fand das „technische“ Schrifttum der Hermetik, das ab dem ausgehenden 11. Jahrhundert in Übersetzungen aus dem Griechischen und aus dem Arabischen den lateinkundigen Gebildeten bekannt wurde. Der im frühen 13. Jahrhundert als Übersetzer tätige Gelehrte Michael Scotus teilte mit, er habe die hermetische Magie selbst erprobt und für wirksam befunden. Auf besonders starke Resonanz stießen zwei Zusammenstellungen hermetischer Thesen: das Centiloquium, eine nach der Mitte des 13. Jahrhunderts angefertigte Anthologie von hundert astrologischen Aphorismen, und die Tabula smaragdina, die seit dem 12. Jahrhundert lateinisch vorlag. Eine nachhaltige Wirkung erzielte der im 14. Jahrhundert von einem Alchemisten namens Hortulanus verfasste Kommentar zur Tabula smaragdina. Der Alchemist Bernardus Trevisanus (1406–1490) behauptete, Hermes werde der Dreimalgrößte genannt, weil sein okkultes Wissen die drei Naturreiche – Tiere, Pflanzen und Steine – umfasst habe. Er habe seine Kenntnisse den vorsintflutlichen Aufzeichnungen auf Steintafeln verdankt, die er nach der Sintflut entdeckt habe. Diese Fundlegende stammt wohl aus einer arabischen Schrift und dürfte letztlich auf eine antike griechische Quelle zurückgehen. Fundgeschichten waren schon in der antiken Hermetik beliebt. Frühneuzeitliche Alchemisten griffen die Erzählung des Bernardus Trevisanus auf und wandelten sie ab; es kursierten verschiedene Varianten.
Neben positiver Aufnahme des hermetischen Okkultismus fehlte es aber auch nicht an scharfer Kritik. Diese ging von der Annahme aus, die okkulten Effekte seien als Machenschaften von Dämonen zu erklären. Albertus Magnus versuchte anfangs die Magie und Alchemie der Hermetik in seine Naturphilosophie einzubauen, gelangte später jedoch zu einer negativen Einschätzung, wobei er auf den dämonischen Aspekt hinwies. Die Meinung, dass Hermes persönlich für dämonische Magie verantwortlich sei, erwähnte er, ohne ihr ausdrücklich zuzustimmen. Roger Bacon bestritt, dass die unter dem Namen des Trismegistos zirkulierenden okkultistischen Schriften tatsächlich von dem verehrten Weisen verfasst seien.
Für den Namen des „Dreimalgrößten“ fand man die schon im 12. Jahrhundert bezeugte Erklärung, der ägyptische Hermes habe sich als König, Philosoph und Prophet in drei Tätigkeitsbereichen ausgezeichnet.

#### Judentum
Im mittelalterlichen Judentum machte sich im 12. Jahrhundert hermetischer Einfluss bemerkbar, vor allem bei Abraham ibn Esra, dessen Pentateuch-Kommentar eine starke Nachwirkung erzielte. Ab der Mitte des 13. Jahrhunderts bauten einige Kabbalisten Gedankengut der technischen Hermetik in ihre Systeme ein. Einer breiteren Rezeption des hermetischen Weltbilds stand jedoch das Urteil des sehr einflussreichen Denkers Maimonides entgegen, der befand, es handle sich bei den „Büchern des Hermes“ um eine wertlose alte Philosophie und es sei Zeitverschwendung, sich damit zu beschäftigen. Die Wirkung von Maimonides’ Verdikt wurde allerdings dadurch abgeschwächt, dass spätere Autoren – wahrscheinlich Kabbalisten – ihm Äußerungen zuschrieben, die ihn als Vertreter einer kabbalistisch-hermetischen Religiosität erscheinen ließen.

### Renaissance

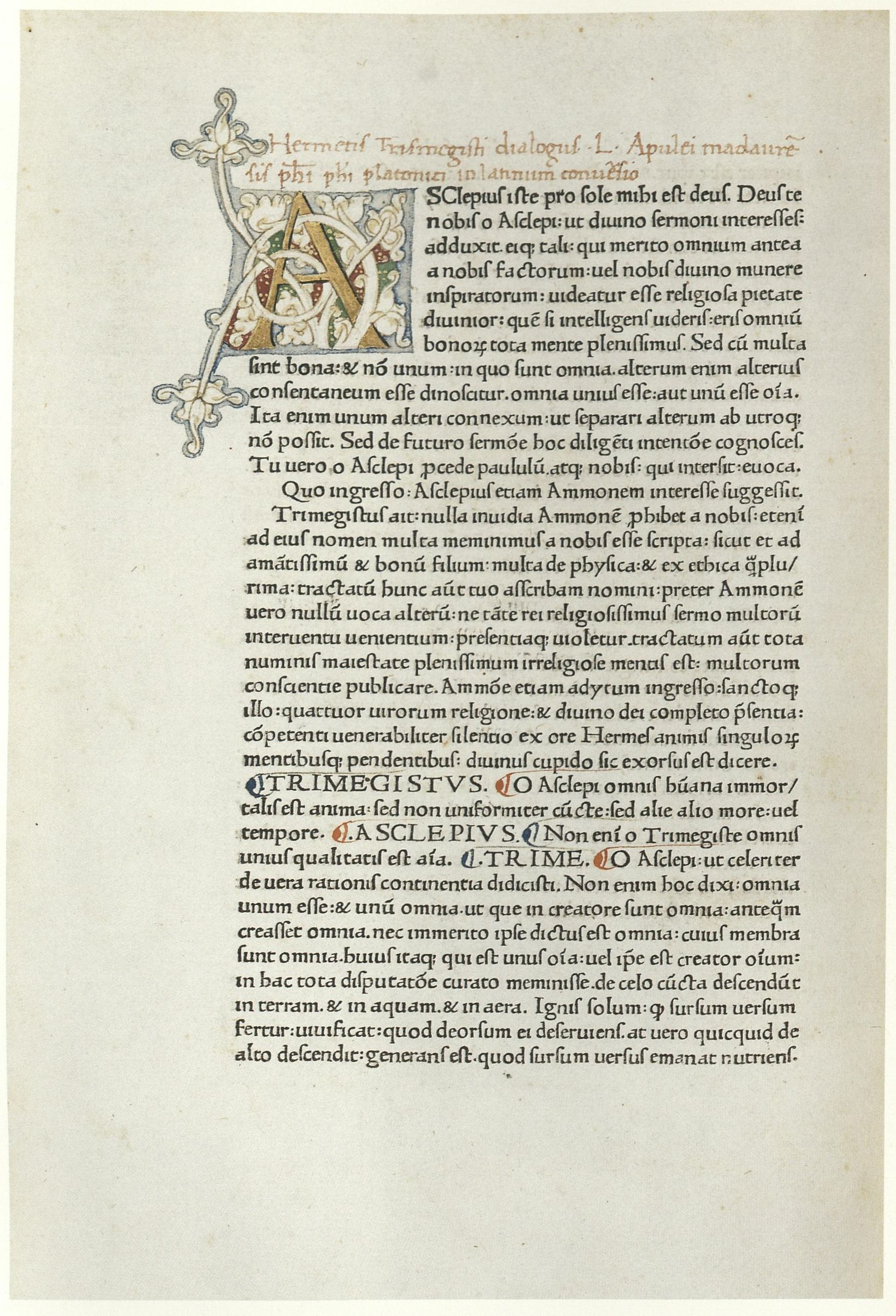
Der Anfang des Asclepius in der Erstausgabe, der 1469 in Rom gedruckten Inkunabel

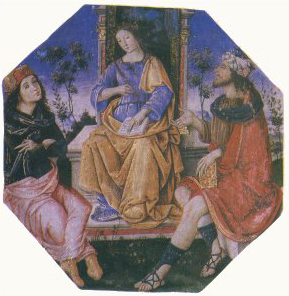
Isis mit Moses und Hermes Trismegistos (links). Fresko von Pinturicchio (1492/1494) im Appartamento Borgia, Sala dei Santi, Apostolischer Palast, Vatikan

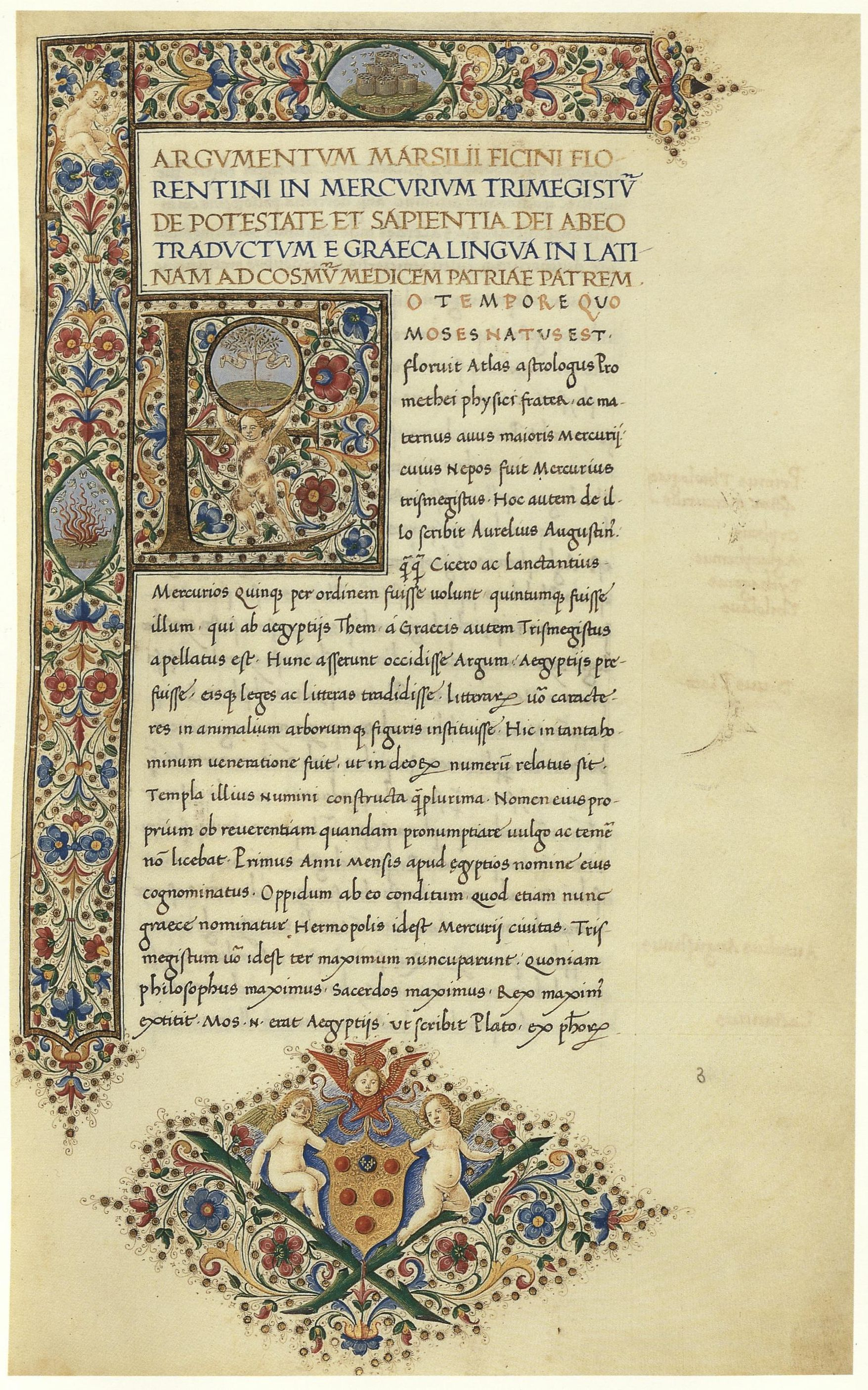
Marsilio Ficinos Einleitung zu seiner lateinischen Übersetzung des Corpus Hermeticum in der für Lorenzo il Magnifico bestimmten, 1491 angefertigten Handschrift Florenz, Biblioteca Medicea Laurenziana, Plut. 21.8, fol. 3r

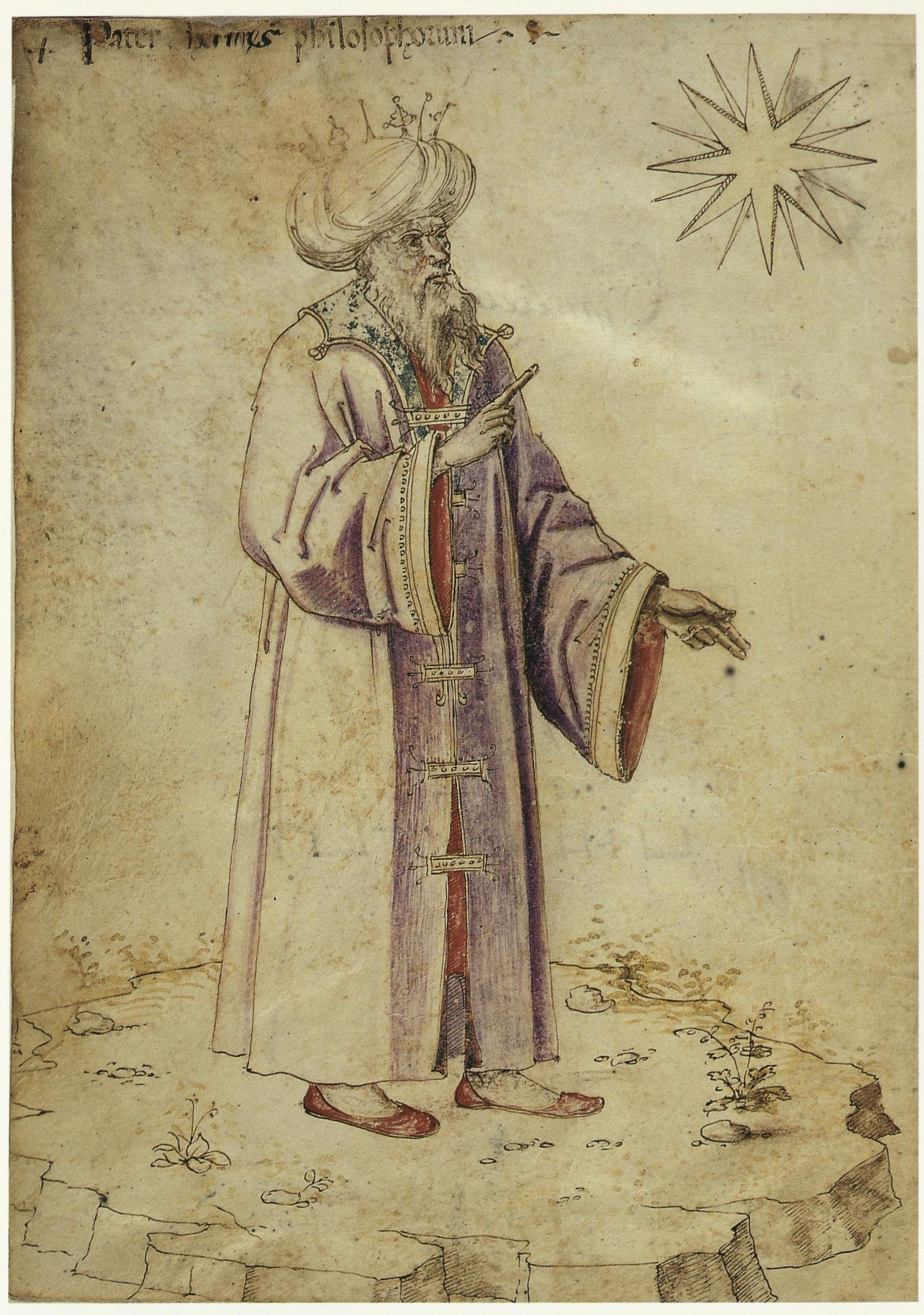
Bildnis des Hermes Trismegistos in arabischer Kleidung mit Turban und Königskrone in der alchemistischen Handschrift Florenz, Biblioteca Medicea Laurenziana, Ashb. 1166, fol. 1v (um 1475). Überschrift: Pater Hermes philosophorum (Hermes, Vater der Philosophen)

In der Renaissance faszinierte die Hermetik wie schon im Hoch- und Spätmittelalter als Verbindung einer ehrwürdigen vorchristlichen Theologie mit einer weitgehend als valid betrachteten Kosmologie und einem ansprechenden Tugendverständnis. Insbesondere ihre Betonung der Sonderstellung des Menschen im Kosmos und emphatische Bejahung des menschlichen Wissensdrangs kam den Anliegen der Renaissance-Humanisten entgegen.
Schon im 14. Jahrhundert interessierten sich frühe Humanisten für den Trismegistos; Coluccio Salutati verglich Francesco Petrarca mit dem dreimalgrößten Hermes. Einen starken Aufschwung nahm die Rezeption durch die Wiederentdeckung des Corpus Hermeticum, dessen Hauptteil – die ersten vierzehn Traktate – der humanistische Philosoph Marsilio Ficino aus dem Griechischen ins Lateinische übersetzte. Ficinos 1463 abgeschlossene, 1471 unter dem Titel Pimander gedruckte Übersetzung machte das Corpus einer breiteren gebildeten Öffentlichkeit zugänglich. Sie prägte das Hermesbild der Folgezeit und wurde zum Ausgangspunkt einer Hermetikbegeisterung, die sich im 16. Jahrhundert fortsetzte. Auch der Asclepius, dessen Erstausgabe 1469 in Rom erschien, fand weiterhin Wertschätzung. Bis 1641 wurden 24 vollständige Ausgaben des Corpus herausgebracht.
Wie die mittelalterlichen Gelehrten glaubten viele Renaissance-Humanisten, dass Hermes Trismegistos eine historische Gestalt sei. Man hielt ihn für einen Vorläufer oder Zeitgenossen des Moses oder nahm an, er habe nur wenige Generationen nach diesem gelebt. Humanisten, die das hermetische Gedankengut schätzten, sahen in dessen vermeintlichem Verkünder einen überragenden Weisheitslehrer und den ersten Urheber der Theologie. Sie gingen davon aus, dass seine authentischen Mitteilungen in der hermetischen Literatur überliefert seien. Seine Lehre erschien ihnen als Bestätigung christlicher Glaubenswahrheiten durch die höchsten Einsichten, die ein vorchristlicher Denker habe erlangen können. Unter den Philosophen der Renaissance, die antike „heidnische“ Weisheit und Frömmigkeit mit dem Christentum zu einer umfassenden, stimmigen Weltdeutung und Ethik verschmelzen wollten, genoss die Hermetik höchsten Respekt. Sie galt zusammen mit andern altehrwürdigen paganen Traditionen – dem Platonismus, der Orphik, dem Zoroastrismus und den Lehren der Chaldäischen Orakel – als Erscheinungsform der sogenannten „alten Theologie“ (prisca theologia). Darunter verstand man eine in sich stimmige Gesamtheit von philosophischen Erkenntnissen und außerbiblischem Offenbarungswissen aus uralten Zeiten. Eine gängige Erklärung der Übereinstimmungen lautete, Platon habe sich auf seiner Ägyptenreise hermetische Weisheit angeeignet.
Die Anhänger der Hermetik meinten, der Wissensschatz der „alten Theologie“ habe einen wesentlichen Teil des Weltbildes und der Ethik des Christentums vorweggenommen. Die Gemeinsamkeiten von paganer und christlicher Theologie wurden im Renaissance-Hermetismus unterschiedlich erklärt. Verbreitet war die Meinung, es bestehe ein historischer Zusammenhang. Man glaubte, das Gottes- und Weltverständnis der paganen Weisen gehe auf das Offenbarungswissen von biblischen Patriarchen und Propheten zurück, das zu den Heiden gelangt sei. Dieses Deutungsmodell basiert auf der Vorstellung einer Traditionskette, an deren Spitze man Moses stellte. Eine andere, aus kirchlich-dogmatischer Sicht suspekte Erklärung war, dass der pagane Weisheitslehrer Hermes Trismegistos ein eigenständiger Offenbarungsträger gewesen sei, der seine Einsichten einer direkt an ihn gerichteten göttlichen Botschaft verdankt habe. Mit dieser theologisch kühnen Annahme wurde der „Heide“ Trismegistos faktisch in einen Stand erhoben, der dem der alttestamentlichen Propheten entspricht. Beide Erklärungsansätze sind schon bei Ficino zu finden.
Zu den Wortführern der Richtung, die den Hermetismus in die prisca theologia einbettete, zählten Ficino, Cristoforo Landino (1425–1498) und Francesco Giorgio (Francesco Zorzi, 1466–1540). Giovanni Pico della Mirandola (1463–1494) entwickelte ebenfalls ein harmonisierendes Konzept dieser Art. In seiner berühmten Rede Über die Würde des Menschen knüpfte er an die antike hermetische Anthropologie an, indem er einleitend einen Ausspruch des Trismegistos aus dem Asclepius zitierte: „Ein großes Wunder, Asclepius, ist der Mensch.“ Unter den 1486 veröffentlichten 900 philosophischen und theologischen Thesen, die Pico in Rom öffentlich verteidigen wollte, waren zehn hermetische. Allerdings bekämpfte Pico die technische Astrologie, die im hermetischen Schrifttum propagiert wird, und gelangte in seinem Spätwerk zu einer insgesamt negativen Einschätzung der kulturellen und wissenschaftlichen Leistungen der Ägypter im Altertum einschließlich der Hermetik. Ein überzeugter Anhänger der „alten Theologie“ war hingegen Ludovico Lazzarelli (1447–1500), der sich nachdrücklich für die Wiederbelebung des Hermetismus einsetzte. Er erarbeitete eine lateinische Fassung der von Ficino nicht übersetzten letzten vier Traktate des Corpus Hermeticum, die erst nach seinem Tod 1507 gedruckt wurde. In seinem unter dem Titel Crater Hermetis (Der Mischkrug des Hermes) bekannten Dialog trug Lazzarelli die kühne These vor, der Weisheitslehrer, der sich im hermetischen Corpus Poimandres nennt, sei Christus selbst. Eine weitaus gemäßigtere Variante des Hermetismus vertrat der französische Humanist Jacques Lefèvre d’Étaples, der 1494 eine neue Ausgabe von Ficinos Übersetzung des Corpus Hermeticum herausbrachte und einen eigenen Kommentar hinzufügte. Eine Neuauflage, erweitert um den Asclepius und eine gekürzte Fassung von Lazzarellis Crater Hermetis, erschien 1505. Lefèvre d’Étaples akzeptierte zwar die von Ficino etablierte Autorität des „ersten Theologen“ Hermes, eliminierte aber die aus kirchlicher Sicht anstößigen Aspekte des hermetischen Gedankenguts.
In der ersten Hälfte des 16. Jahrhunderts trat Agostino Steuco als Vorkämpfer der Übereinstimmungslehre hervor; er sah in der Hermetik die Ausgangsbasis der griechischen Philosophie und sammelte eine Fülle von Belegen für seine Behauptung, der Trismegistos habe christliche Dogmen vorweggenommen. Ein später Vertreter der Idee, die prisca theologia für die Gegenwart fruchtbar zu machen, war Francesco Patrizi da Cherso (1529–1597), der die philosophische Hermetik zur Verteidigung des christlichen Glaubens gegen skeptische Strömungen seiner Zeit nutzen wollte. Er forderte ihre Einführung in den Unterricht der kirchlichen Bildungseinrichtungen anstelle des damals dominierenden Aristotelismus. Die okkultistische Hermetik lehnte Patrizi jedoch ab, er hielt sie für unauthentisch. Seine eigene Lehre betrachtete er als Fortsetzung und Vollendung der Philosophie des Trismegistos. Auch Giordano Bruno griff hermetisches Gedankengut auf und teilte die verbreitete Überzeugung, dass der Trismegistos als Priester, Magier und Philosoph ein maßgeblicher Repräsentant der prisca theologia sei.
Als Weisheitslehre mit konfessionell übergreifender Tendenz fand die Hermetik auch unter dissidenten, undogmatisch orientierten Anhängern der Reformation Resonanz. In Deutschland trat der reformatorische Theologe Sebastian Franck als besonders entschiedener Vertreter des Konzepts der „alten Theologie“ auf. Er hielt den Trismegistos für einen Zeitgenossen Abrahams, ordnete ihn also zeitlich vor Moses ein, und schrieb, das hermetische Corpus enthalte alles für einen Christen Wesentliche. Hermes sei der Prophet der Ägypter gewesen, so wie Moses den Hebräern und Platon den Griechen die Wahrheit über Gott beigebracht habe. Hermes habe die Botschaft Gottes sogar deutlicher verkündet als Moses. Franck stellte die Harmonisierung der religiös-philosophischen Lehren in den Dienst seines Kampfes für religiöse Toleranz. In diesem Sinne wirkte in Frankreich Philippe de Mornay (1549–1623), ein Wortführer der Hugenotten. In seiner Schrift Über die Wahrheit der christlichen Religion stellte er Übereinstimmungen zwischen hermetischen und christlichen Lehren zusammen, um damit ein Argument für sein Plädoyer gegen dogmatische Enge zu gewinnen. Ein begeisterter Hermetiker war der dissidente Theologe Valentin Weigel (1533–1588), dessen stark umstrittene Lehren von seinen eifrigen Anhängern, den „Weigelianern“, verbreitet wurden. Er hielt den Trismegistos für einen erleuchteten Heiligen. Der von Weigel beeinflusste Theologe Johann Arndt (1555–1621), dessen Schriften eine nachhaltige Wirkung erzielten und den späteren protestantischen Spiritualismus prägten, sah im Trismegistos eine prophetische Gestalt. Er meinte, dieser weise ägyptische Priester habe die Figur des Heilands vorweggenommen. Arndt war sowohl von scholastischer Wissenschaft als auch von lutherischer Dogmatik enttäuscht und hoffte, ein neuer Hermes werde hervorbrechen und die göttlichen Wahrheiten im Zeichen eines lebendigen Logos benennen, jenseits aller Buchgelehrsamkeit.
Neben der religiös-philosophischen Richtung des Hermetismus erlebte auch die okkultistische in der Renaissance einen Aufschwung. Diese Bewegung entwickelte sich eigenständig und hatte einen Schwerpunkt nördlich der Alpen. Die Vertreter des „technischen“ Hermetismus knüpften nicht an das Corpus Hermeticum und den Asclepius an, sondern an das alchemistische Schrifttum, vor allem die Tabula smaragdina. Wegweisend waren die Schriften des Naturphilosophen und Alchemisten Paracelsus, den seine Anhänger als zweiten Hermes oder deutschen Trismegistos feierten. Allerdings wahrte Paracelsus selbst Distanz zu dem ägyptischen Hermes; er zitierte die unter dem Namen des Trismegistos kursierenden Traktate auch kritisch. Seine Anhänger, die Paracelsisten, hingegen bewunderten Hermes vorbehaltlos. In der Astrologie, der Alchemie und der Arzneimittellehre stellte man empfohlene Vorgehensweisen und Rezepte als hermetisches Anwendungswissen dar. Dabei legte man Wert auf theoretische Untermauerung der Praktiken durch Konzepte, die im Sinne der Makrokosmos-Mikrokosmos-Idee das Universum als beseelte, harmonisch geordnete und durchgängig nach denselben Prinzipien strukturierte Einheit beschrieben. Die Alchemie wurde auch „hermetische Kunst“ genannt. Charakteristisch für die hermetischen Alchemisten ist die Bekämpfung des Aristotelismus, den sie als unchristliche Lehre anprangerten, die nicht zur Entschlüsselung der Naturgeheimnisse führe.

### Vom Ende der Renaissance bis zum Beginn der Moderne
Den folgenreichsten Einschnitt in der Geschichte der neuzeitlichen Hermetikrezeption bewirkte die altertumswissenschaftliche Untersuchung des Corpus Hermeticum durch den Gräzisten Isaac Casaubon, der seine Ergebnisse 1614 in der Abhandlung De rebus sacris et ecclesiasticis exercitationes XVI publizierte. Er bewies, dass das Corpus in seiner vorliegenden Gestalt nicht vor der Römischen Kaiserzeit entstanden sein kann. Daraus schloss er, dass es sich nicht um eine authentische altägyptische Weisheitslehre handeln könne. Den Verfasser bezeichnete er als Betrüger, der neutestamentliches und platonisches Gedankengut verwertet habe.
Die gängige Frühdatierung des Corpus war schon im 16. Jahrhundert von einigen Gelehrten bestritten worden, doch erst Casaubons Arbeit brachte die definitive Klärung. Nun entfiel die Grundlage des Autoritätsanspruchs, den die Renaissance-Hermetiker geltend gemacht hatten, denn die Zuschreibung der Hermetik an einen historischen Weisen aus uralter Vorzeit war nicht zu retten. Zwar machte der Cambridger Platoniker Ralph Cudworth 1678 geltend, Casaubon habe nur für einen Teil des Corpus den Nachweis der Unechtheit erbracht und der lateinische Asclepius könne auf einer uralten ägyptischen Schrift basieren, doch fanden seine Einwände in der Fachwelt kaum Beachtung.
Dennoch bewahrten die Inhalte der hermetischen Schriften ihr hohes Ansehen in okkultistischen Kreisen und bei Vertretern einer esoterischen Naturphilosophie wie Robert Fludd (1574–1637). Die Spätdatierung des Corpus schloss die Verwendbarkeit der Texte als Quellen für eine authentische ägyptische Theologie, Kosmologie und Geheimwissenschaft nicht aus. Zudem war der Standardtext der Alchemisten, die Tabula smaragdina, von Casaubons Kritik nicht betroffen. Man konnte also wie Cudworth an der Meinung festhalten, das überlieferte hermetische Schrifttum könne altägyptisches Lehrgut enthalten. Diesbezüglich gibt die neuere Forschung den Kritikern von Casaubons Verdikt Recht. Casaubon hatte das Corpus zu Unrecht als einheitliches Werk behandelt, dessen Autor nur griechische Philosophie wiedergebe und in keiner altägyptischen Weisheitstradition verwurzelt sei. Die irrige Annahme der Einheitlichkeit wurde schon von Hermann Conring (1648) und Cudworth (1678), die auf die unterschiedliche Herkunft der Texte hinwiesen, beanstandet. Heute wird in der Fachliteratur die Heterogenität des überlieferten Materials betont und ein teilweise altägyptischer Ursprung angenommen.
Gegen die Zahlenspekulation des Hermetikers Robert Fludd wandte sich Johannes Kepler. In dieser Kontroverse, die 1619–1622 ausgetragen wurde, grenzte Kepler sein „mathematisches“ Mathematikverständnis von dem „hermetischen“ Fludds ab, das auf dem Konzept der Analogie von Makrokosmos und Mikrokosmos beruht. Kepler warf Fludd vor, Mathematik „auf hermetische Weise“ – qualitativ statt quantitativ – zur Beschreibung der astronomischen Realität einzusetzen und damit einem prinzipiell verfehlten Ansatz zu folgen.
Ein Konflikt, der die „technische“ Hermetik der Okkultisten unmittelbar betraf, entbrannte 1648, als Hermann Conring einen Generalangriff auf die Paracelsisten, die Anhänger der medizinischen und alchemistischen Lehren des Paracelsus, unternahm. In diesem Kontext sprach Conring den Paracelsisten das Recht ab, als Erben einer uralten hermetischen Tradition aufzutreten. In Wirklichkeit sei über eine antike hermetische Medizin nichts Zuverlässiges bekannt, und zwischen der altägyptischen Medizin und dem Paracelsismus bestehe kein inhaltlicher Zusammenhang. Außerdem sei die Idealisierung der altägyptischen Medizin unangebracht, denn deren Niveau sei sehr niedrig gewesen. Darauf reagierte Oluf Borch 1674 mit einer ausführlichen Entgegnung, in der er die Weisheit der Ägypter rühmte und die Kritik zu entkräften versuchte. Ein weiterer Verteidiger der Hermetik war Wolf Freiherr von Metternich, der 1706 unter dem Pseudonym Alethophilus die erste deutsche Übersetzung des Corpus Hermeticum veröffentlichte.
Stark rezipiert wurde die Hermetik im 17. Jahrhundert bei den frühen Rosenkreuzern, deren Philosophie sowohl von ihren Wortführern als auch von ihren Gegnern mit der hermetischen Lehre gleichgesetzt wurde.
Isaac Newton, der sich intensiv mit Alchemie auseinandersetzte, schrieb einen Kommentar zur Tabula smaragdina, der unveröffentlicht blieb. Das Manuskript stammt wohl aus den frühen 1680er Jahren. Den englischen Naturforscher interessierte die alchemistische Vorstellung materieller Gegensatzpaare, deren Pole aufeinander einwirken, ineinander übergehen und dabei ein Drittes erzeugen. Davon erhoffte er sich Einsicht in die Struktur der Materie und das Verhältnis von Geist und Materie.
Als scharfer Gegner aller Erscheinungsformen von Hermetik profilierte sich im späten 17. Jahrhundert der lutherische Theologe Ehregott Daniel Colberg, der 1690 mit einer Kampfschrift gegen das „platonisch-hermetische Christentum“ hervortrat. Darunter verstand er eine aus seiner Sicht häretische Vermischung des Christentums mit heidnischen Vorstellungen. Seine Absicht war zu zeigen, dass alle „Sekten“ der „fanatischen Theologie“ seiner Zeit – die dissidenten Strömungen, zu denen er u. a. die Paracelsisten und Rosenkreuzer zählte – sich zu Unrecht auf den Trismegistos als Übermittler uralter Weisheit beriefen. Dabei stützte sich Colberg auf die Ergebnisse von Casaubon und Conring.
Der schottische Schriftsteller Andrew Michael Ramsay verwertete das Trismegistos-Motiv in seinem Roman Les Voyages de Cyrus, der 1727 erschien. Dort erzählt ein ägyptischer Priester die Geschichte des Hermes, der den Kult, die Symbole und Mysterien der Ägypter eingeführt habe. Nach dieser belletristisch verfremdeten Darstellung wurde Hermes nach einem Schiffbruch auf einer unbewohnten Insel geboren. Nachdem seine Mutter bei seiner Geburt gestorben war, wurde er von einer Ziege gesäugt. Später erschien ihm der Gott Hermes, der ihn belehrte und ihm den Namen Trismegistos gab.
Der Historiker Nicolas Lenglet du Fresnoy verfasste eine dreibändige Histoire de la Philosophie Hermétique, die 1742 erschien. Es handelt sich um eine Geschichte der Alchemie, die der Autor mit dem Hermetismus gleichsetzte. Den Trismegistos hielt Lenglet du Fresnoy zwar für eine historische Gestalt, nicht aber für den Urheber der ihm zugeschriebenen Schriften.
In der zweiten Hälfte des 18. Jahrhunderts wuchs bei den Freimaurern das Interesse am Trismegistos; man berief sich auf die hermetische Tradition. Sowohl in der aufklärerischen Strömung der Freimaurer, zu deren Wortführern Ignaz von Born zählte, als auch in der rosenkreuzerischen Freimaurerei griff man auf die Hermetik des Altertums zurück, in der man einen Vorläufer der eigenen Bestrebungen sah. Von Born hielt den Trismegistos für einen Wissenschaftler und für den Gründer eines Ordens, der sich der Förderung des Gemeinwohls gewidmet habe.
Johann Gottfried Herder schrieb den zweiteiligen Dialog Hermes und Poemander, den er 1803 in seiner Zeitschrift Adrastea publizierte. Dort ist Hermes der gelehrige Schüler, der sich von Poemander belehren lässt. Das literarische Vorbild des Dialogs ist der erste Traktat des hermetischen Corpus. Poemander hilft seinem Schüler, den Weltgeist, den die Hermetik Nous nennt, zu entdecken, wobei er die Betrachtung des nächtlichen Sternenhimmels – der sichtbar gewordenen Weltordnung – als Ausgangspunkt wählt. Herder übernahm formale Elemente seiner antiken Vorlage und verwendete den Dialog als Einkleidung für die Präsentation von Schlüsselkonzepten seiner Naturphilosophie. In erster Linie ging es ihm dabei um die Entdeckung der „einen großen Regel“, die nach seinem Verständnis das Urprinzip aller Bildungsgesetze der schaffenden Natur angibt. Damit meinte er die Grundlage der Symmetrie, Harmonie und Eintracht in den Naturprozessen: die Einheit, die dem Verhältnis der einander entgegengesetzten, aufeinander einwirkenden und ineinander übergehenden Prinzipien zugrunde liege.

### Moderne

#### Altertumswissenschaft, Renaissanceforschung und Religionswissenschaft
Die moderne Erforschung der Hermetik setzte mit der Abhandlung Symbolik und Mythologie der alten Völker ein, die Georg Friedrich Creuzer erstmals 1810–12 publizierte und später überarbeitete. Creuzer sah in der Gestalt des Trismegistos ein Symbol des geistigen Lebens Ägyptens. Hermes/Thot verkörpere „das Selbstschauen, Denken und das Lehren und Schreiben“, er sei das Sinnbild der Schriftkultur und des geistigen Schauens und Erkennens. Der Hermetismus stehe für das Ideale als Gegenpol und Ergänzung des Realen, doch der Trismegistos weise auch einen Bezug zur physischen Realität auf, denn er werde als Demiurg vorgestellt. Als Schöpfer schaffe er durch die Kraft seines Geistes. Damit erzeuge er die Verbindung zwischen dem Realen und dem Idealen und vermittle zwischen Geist und Leib.
Wegweisend wurde die Pionierarbeit von Richard Reitzenstein, der in einer 1904 erschienenen Untersuchung die These vortrug, der Gründer der „Poimandres-Gemeinde“ sei ein ägyptischer Priester gewesen und die ägyptische religiöse Tradition habe eine maßgebliche Rolle gespielt. Allerdings warnte Reitzenstein bereits vor Einseitigkeit: „Es ist kaum zu vermeiden, daß je nach Neigung und Studiengang der eine zu viel als ägyptisch, der andere zu viel als babylonisch, der dritte alles als persisch in Anspruch nimmt.“ Eine radikale Gegenposition vertraten Tadeusz Zieliński (1905/6) und Josef Kroll (1914), die den religiös-philosophischen Gehalt auf griechisches Denken zurückführten. In diesem Sinne äußerte sich auch Wilhelm Kroll (1912), der den Artikel über Hermes Trismegistos in Paulys Realencyclopädie der classischen Altertumswissenschaft schrieb. Er befand, die hermetischen Dogmen seien durchaus der griechischen Philosophie entnommen, nicht der ägyptischen Religion; insbesondere Gedankengut des Poseidonios habe stark nachgewirkt. Wilhelm Kroll konstatierte, man könne von einer einheitlichen hermetischen Lehre „streng genommen nicht sprechen“; es fehle nicht an Polemik zwischen den hermetischen Autoren und an Widersprüchen sogar innerhalb derselben Schrift.
Später änderte Reitzenstein seine Meinung. In einer 1926 veröffentlichten Arbeit leitete er die grundlegenden Ideen aus der iranischen Religion her; der Verfasser des Poimandres biete die „im Sinne der Gnosis fortgebildete persische Lehre in griechischem Gewande“, sein ganzer Schöpfungsbericht stamme aus einem iranischen Mythos. Kritik an dieser Hypothese übte Martin P. Nilsson (1950, 1961), der sowohl Reitzensteins ursprüngliche Auffassung als auch die Gegenmeinung von Zieliński, Wilhelm Kroll und Josef Kroll als einseitig tadelte und den mutmaßlichen Zusammenhang mit der iranischen Schöpfungslehre bezweifelte, da die Verschiedenheiten markant und die Ähnlichkeiten bescheiden seien. Nilsson meinte, es gebe keine Beweise für die orientalische Herkunft der hermetischen Lehrsätze. Allerdings sei jüdischer Einfluss deutlich erkennbar.
Einen bedeutenden Impuls verdankt die Hermetikforschung André-Jean Festugière, dessen 1944–1954 publizierte vierbändige Darstellung La Révélation d’Hermès Trismégiste als Standardwerk Anerkennung fand. Festugière war der Meinung, die ägyptischen Züge in der Hermetik seien unbedeutend. Diese Ansicht teilte Arthur Darby Nock, dessen gemeinsam mit Festugière erstellte, 1945–1954 erschienene kritische Edition des Corpus Hermeticum bis heute die maßgebliche Ausgabe ist. Die neuere französischsprachige Forschung ist jedoch zu einem gegenteiligen Ergebnis gelangt: Sie gewichtet den ägyptischen Anteil in der antiken Hermetik sehr stark und sieht darin den ursprünglichen Bestand des Lehrguts, der später durch Elemente aus anderen Traditionen erweitert worden sei. Die älteste Schicht stamme aus ägyptischen Priesterkreisen und verarbeite deren Theologie. Diese Auffassung, die sich auf die Textfunde aus Nag Hammadi und auf archäologische Entdeckungen stützt, hat sich auch im englischen und deutschen Sprachraum durchgesetzt. Zu ihren zahlreichen Vertretern zählt der Ägyptologe Erik Iversen, der 1984 zeigen konnte, dass der größte Teil der hermetischen Lehren auch in ägyptischen Texten zu finden ist, die lange vor der Entstehung der griechischen hermetischen Literatur verfasst wurden.
Unterschiedlich beurteilt wird der Zusammenhang zwischen den philosophischen und den technischen Lehren. Es stellt sich die Frage nach der Berechtigung ihrer Zusammenfassung zu einem Gesamtkomplex „Hermetik“. Festugière unterschied strikt zwischen dem philosophischen Schrifttum (hermétisme savant) und der volkstümlichen, praxisbezogenen Hermetik (hermétisme populaire). Einer früher dominierenden Einschätzung zufolge verbindet die beiden Arten von hermetischer Literatur außer der Berufung auf dieselbe Gottheit wenig. In neuerer Zeit herrscht jedoch die Neigung zu einer ganzheitlichen Betrachtung der Hermetik vor; der inhaltliche Konnex der beiden Elemente wird betont und die von Festugière vorgenommene Scheidung gilt als fragwürdig. Allerdings wird der Trennung auch in neueren Untersuchungen eine gewisse Berechtigung zugebilligt. In diesem Sinne äußerten sich Brian Copenhaver und Thomas Leinkauf. Nach Leinkaufs Befund ist zwischen einer „philosophisch-mystischen“ und einer „alchemisch-technischen“ Filiation ein deutlicher Unterschied anzusetzen; die beiden Filiationen haben trotz mancher Interferenzen „eine erstaunliche Selbständigkeit durchgehalten“.
Die Frage nach dem Verhältnis zwischen Hermetik und Gnostizismus wurde früher oft mit der Einschätzung beantwortet, dass die Hermetik der Gnostikerbewegung zuzurechnen sei. Hans Jonas (1954) meinte, es handle sich um das früheste Auftreten der Gnosis, und zwar um deren eigentlich „hellenistischen“ Zweig. In mehreren Untersuchungen wurden wegen der Widersprüchlichkeit der hermetischen Traktate gegensätzliche Richtungen unter den antiken Hermetikern ausgemacht, darunter eine, die besondere Nähe zum Gnostizismus zeige. So unterschied beispielsweise Henri-Charles Puech (1955/56, 1986) im Hermetismus zwei Denkströmungen: eine von der hellenistischen Philosophie inspirierte monistische und optimistische, die von der Vorstellung eines kosmischen Gottes beherrscht sei, und eine dualistische und pessimistische, die sich einem absolut transzendenten Gott ohne direkte Beziehung zur Welt zuwende. Die letztgenannte Geistesrichtung lasse die Verwandtschaft mit dem Gnostizismus deutlicher erkennen. Den beiden Strömungen entsprächen zwei verschiedene Schulen im Hermetismus, die sich der Unvereinbarkeit ihrer jeweiligen Anschauungen bewusst gewesen seien. In der neueren Fachliteratur zeigt sich jedoch eine Tendenz zur Betonung der Unterschiede zwischen Gnosis und Hermetik. Religionsgeschichtlich fasst man die Hermetik nicht mehr als Variante des Gnostizismus auf. Einer umstrittenen Hypothese zufolge sind die gnostisch wirkenden Elemente in der Hermetik auf christlichen Einfluss zurückzuführen. Nach dem Befund von Jörg Büchli (1987) ist der Poimandres ein „paganisiertes Evangelium“. In diesem Traktat sei christliches Gedankengut paganisiert worden, wobei insbesondere die Theologie des Kirchenschriftstellers Origenes verwertet worden sei. Gnostisch im engeren Sinne – wenn man eine radikale Weltverachtung als besonderes Kennzeichen der Gnosis betrachte – sei die Schrift nicht. Wenn man jedoch Gnosis als erlösende Gotteserkenntnis verstehe, den Ausdruck also in einem weiteren Sinn verwende, dann sei der Poimandres sehr wohl ein gnostisches Werk. Eine andere Forschungsrichtung wendet sich gegen Überbetonung der Unterschiede und tritt für stärkere Gewichtung der Gemeinsamkeiten von Gnosis und Hermetik ein; eine generelle Charakterisierung der Gnosis als antikosmisch und dualistisch und der Hermetik als relativ weltzugewandt sei als unzulässige Vereinfachung abzulehnen.
Der Einfluss der Hermetik im römischen Nordafrika wird teils hoch veranschlagt. Als Vertreter dieser Richtung sind Jérôme Carcopino und Antonie Wlosok hervorgetreten. Carcopinos Argumentation stützt sich auf archäologisches Material aus der Grabkammer der Cornelia Urbanilla in Lambiridi (Numidien), die im 3. Jahrhundert starb; nach seiner Interpretation gehörte Urbanilla einer hermetischen Bewegung an, die zwischen 220 und 307 prosperierte. Jean-Pierre Mahé stimmt Carcopinos Überlegungen zu und macht überdies geltend, dass die antihermetische Polemik des Augustinus zeige, dass der Asclepius in der Spätantike in Nordafrika sehr verbreitet gewesen sei. Skeptisch urteilt jedoch Andreas Löw, der meint, die Verbreitung und der Einfluss der hermetischen Schriften im afrikanischen Raum seien überschätzt worden. Ähnlich fällt die Einschätzung von Matthias Heiduk aus.
Die innere Widersprüchlichkeit der philosophischen Traktate hat man oft mit der Annahme von Schichten unterschiedlicher Herkunft zu erklären versucht. Deren ungeschickte Vermischung wird auf Gedankenlosigkeit des jeweiligen Redaktors zurückgeführt. Da es keine verbindliche Dogmatik der Hermetiker gab, sind gegensätzliche Ansichten nicht erstaunlich. Dieser Ansatz wird jedoch von manchen Forschern als unbefriedigend kritisiert. Eine Alternative bietet die Deutung von Jean-Pierre Mahé, der die Widersprüche darauf zurückführt, dass die ägyptischen Weisheitssätze antithetisch formuliert oder in antithetischen Paaren zusammengestellt worden seien; die gegensätzlichen Aussagen habe man dialektisch miteinander verknüpft und kommentiert. Außerdem entsprechen nach Mahés Interpretation gegensätzliche Feststellungen den unterschiedlichen Perspektiven, die man in verschiedenen Etappen des Fortschritts auf dem hermetischen Erkenntnisweg einnimmt. Man müsse beachten, dass der Hermetismus ein Weg und nicht ein System sei. Peter Kingsley stimmt dem zu; er hält die Widersprüche für beabsichtigt und sieht darin zweckmäßig eingesetzte Mittel in einem vom hermetischen Lehrer gelenkten Lernprozess.
Für die Erforschung des Renaissance-Hermetismus spielte die Auseinandersetzung um eine These von Frances A. Yates eine wichtige Rolle. Yates publizierte 1964 eine Untersuchung über die Bedeutung der hermetischen Tradition für Giordano Bruno und für die Entstehung der modernen Naturwissenschaften. Sie kam zum Ergebnis, die hermetische Tradition sei in der frühneuzeitlichen Wissenschaftsgeschichte ein mitbestimmender Faktor gewesen. Das Streben der Renaissance-Hermetiker nach Erfassung und Meisterung verborgener Naturkräfte sei ein Vorläufer der modernen Forschung gewesen, welche die Geheimnisse der Natur durch das Experiment enträtseln wolle. Die Analogie erstrecke sich auch auf die Methode. Übereinstimmung bestehe auch hinsichtlich der kopernikanischen Wende; an deren Durchsetzung sei Bruno beteiligt gewesen, und dazu habe die Hermetik einen Impuls gegeben. Diese Auffassung ist als „Yates-These“ bekannt. Sie stieß auf Kritik und gilt heute als weitgehend widerlegt oder zumindest korrekturbedürftig. Gegen sie wurde unter anderem geltend gemacht, dass Brunos Verbindung des kopernikanischen Modells mit dem Hermetismus nicht repräsentativ sei, sondern ein singuläres Phänomen darstelle.
Peter-André Alt ermittelte sieben Indikatoren für hermetisches Denken und dessen Topik in der Frühen Neuzeit. Diese sind nach seiner 2012 veröffentlichten Untersuchung die Vorstellung der formalen Korrespondenz von Natur und Logos, die Lehre von der geistigen Allgegenwart Gottes, die Idee der im Schöpfer bezeichneten Einheit von Einzelnem und Vielem, der Gedanke der Umwandlung der Schöpfungselemente, das Theorem von der Schönheit eines androgynen Gottes, der Verzicht auf die Vorstellung eines Jüngsten Gerichts zugunsten einer kosmologisch gedachten, vom Schuldprinzip unabhängigen Erlösungsauffassung und die Vermittlung tieferer religiöser Einsichten an gezielt ausgewählte „Inspirierte“.
Ein bedeutendes Forschungszentrum ist die Bibliotheca Philosophica Hermetica (The Ritman Library) in Amsterdam. Sie besitzt die weltweit größte Sammlung hermetischer Schriften. An der Universität Amsterdam besteht seit 1999 ein Center for History of Hermetic Philosophy and Related Currents (Zentrum für die Geschichte der hermetischen Philosophie und verwandter Strömungen). Den dortigen Lehrstuhl hat der Kulturhistoriker und Religionswissenschaftler Wouter Hanegraaff inne.

#### Philosophie und Kulturkritik
Der Kulturkritiker Julius Evola unternahm 1931 mit seinem Buch La tradizione ermetica den Versuch einer Erneuerung der hermetischen Weltbetrachtung und Daseinsweise. Er verstand unter Hermetismus die Erkenntnis von Veränderungsprozessen, die im Verborgenen stattfinden und einer symbolischen Deutung bedürfen. Damit meinte er Umwandlung im Sinne des alchemistischen Verständnisses, sowohl bei Naturvorgängen als auch in der psychischen Welt, wo Persönlichkeitsveränderungen stattfinden. Evola betonte den fundamentalen Gegensatz zwischen modernen Menschen und traditionellen Hermetikern hinsichtlich des gesamten Weltbilds und der Erkenntnismittel. Hermetik lasse sich nicht objektivierend verstehen, vielmehr könne sie nur der erfassen, der sich wie mit einem Sprung in ihre Welt begebe.
Umberto Eco (1988, 1990) unterschied zwischen einem rationalen und einem irrationalen Interpretationsmodell. Als rational bestimmte er das „Erkennen vermittels der Ursache“, das auf den Postulaten der Selbstidentität, der Nichtwidersprüchlichkeit und des ausgeschlossenen Dritten beruhe. Das antike griechische Denken habe dieses Modell entwickelt, daneben aber auch ein alternatives, den Hermetismus, der irrational sei und keine Bindung an die drei Prinzipien des Rationalismus anerkenne. Das hermetische Modell basiere auf dem Konzept der ständigen Metamorphose, deren Sinnbild Hermes sei. Es gestatte, dass einander widersprechende Aussagen zugleich wahr seien. Diese Auffassung habe sich im 2. Jahrhundert, der Blütezeit der Hermetik, geltend gemacht. Dadurch sei der rational erfassbare Sinn abhandengekommen und alles zum Geheimnis geworden. Dem Hermetismus zufolge sei den Texten ihre wirkliche Botschaft nicht unmittelbar zu entnehmen, vielmehr sei sie in ihnen verborgen und müsse durch allegorische Interpretation herausgeholt werden. Die Allegorie führe jedoch in die Beliebigkeit, in die Grenzenlosigkeit und damit ins Leere. Ein Geheimnis verweise auf ein anderes, und ein endgültiges Geheimnis könne es nicht geben.
Völlig anderer Meinung war Heinrich Rombach. Er legte 1991 in seiner Monographie Der kommende Gott das Konzept einer „philosophischen Hermetik“ vor, der er zeitlose Aktualität zuschrieb. Rombach bestimmte Hermes als den Gott des Verborgenen sowie des Verbindens und der lebendigen Einheit, in diametralem Gegensatz zu Apollon, dem Gott des Trennens, Unterscheidens und analytischen, auflösenden Erkennens. Hermetik bedeute „die Tatsache der Verschlossenheit, Unzugänglichkeit, Unbegreiflichkeit“ als Gegenkonzept zur Hermeneutik, der apollinischen „Kunst des Erklärens, Eröffnens, Verstehens“. Zwischen ihnen bestehe ein Ausschließungsverhältnis. Das Hermetische sei die Dimension der Tiefe, des „Abgrundes“; es stehe „hinter allem Begründeten und Begründbaren, hinter allem Verständlichen und Begreiflichen“ und durchdringe und durchtränke dieses zugleich. Das Leben sei sehr an der Verdrängung und Unterdrückung der Erfahrung der Hermetik interessiert, da es „von der Nichtung geängstigt“ werde. Hermetik in diesem Sinn sei zuerst von Dichtern entdeckt und benannt worden, vor allem von Friedrich Hölderlin. Sie sei keine Irrationalität, sondern eine „Rationalität eigener Art, die nicht nur tausendfach im alltäglichen Leben bewährt ist, sondern die auch als die Wurzel aller eingeschränkten Rationalität gelten kann“. Umberto Eco habe die Grundlage der Rationalität missverstanden und das Evidenzprinzip, die Voraussetzung aller Kausalität, missachtet. Als reiner Hermeneutiker habe er keinen Zugang zum Hermetismus finden können.
Ralf Liedtke präsentierte 1996 ebenfalls eine Deutung, in der die Hermetik nicht als irrational erscheint. Vielmehr handle es sich um „die ursprüngliche Form eines unbequemen, zum Teil auch ‚unheimlichen‘, vor allem aber kritischen Denkens“, ein Philosophieren, das „im Muster der Nichtidentität oder der Differenz“ stattfinde und damit ein Gegenmodell zum Identitätsstreben der klassischen abendländischen Metaphysik darstelle. Diese Denkweise sei aktuell, da die „identitätskritische, eklektische und synkretistische Gegenwart“ in der Hermetik ihre geistesgeschichtlichen Wurzeln finde. Im Gegensatz zu Rombach sah Liedtke keinen prinzipiellen Gegensatz zwischen Hermetik und Hermeneutik, vielmehr seien die beiden Herangehensweisen „zwei Seiten derselben philosophischen Weltbetrachtung“.

#### Lyrik, Literaturwissenschaft und Ästhetik
Der amerikanische Lyriker Henry Wadsworth Longfellow schrieb 1882 das Gedicht Hermes Trismegistus, in dem er die Vergänglichkeit der ursprünglichen hermetischen Lehren thematisierte.
Im 20. Jahrhundert drang der Begriff des Hermetischen im Sinne von „geheimnisvoll“ und „dunkel“ in den Bereich der Literaturwissenschaft ein. Zunächst diente er einer abschätzigen Charakterisierung. Der Literaturhistoriker Francesco Flora beschrieb 1936 in seiner Monographie La poesia ermetica die Lyrik Giuseppe Ungarettis als „hermetisch“; er meinte, es handle sich um eine Ausdrucksform ohne Vorbilder in der italienischen Dichtung. Flora missbilligte diesen Impuls als verfehlte Neuerung. Der ursprünglich kritisch gemeinte Begriff „hermetische Dichtung“ wurde dann aber von den Vertretern von Ungarettis Stilrichtung positiv umgedeutet und übernommen, während ihn deutschsprachige Lyriker wie Paul Celan und Ingeborg Bachmann zurückwiesen. Gemeint sind dunkle, vieldeutige Gedichte, in denen der Klang und Gefühlswert der Wörter das Wesentliche ausmacht und kein Sinnzusammenhang, der dem Leser ein unmittelbares Textverständnis ermöglichen würde, gegeben ist. Als Merkmale benennt Peter-André Alt „Unzugänglichkeit, Dichte, Abgeschlossenheit, Tendenz zur Privatmythologie, Dunkelheit von Stil und Bildsprache“. Die in diesem Sinn hermetische Sprache ist nicht auf die Abbildbarkeit der Welt ausgerichtet. Eine inhaltliche Anknüpfung an die antike Hermetik liegt nicht vor.
Auch Theodor W. Adorno griff den Gedanken einer hermetischen Dichtung auf. In seiner Ästhetischen Theorie bestimmte er mit Berufung auf Friedrich Hölderlin den „hermetischen Charakter der Kunst“ als deren „Absage an jeglichen Gebrauch“ und wies auf die „Ohnmacht und Überflüssigkeit in der empirischen Welt“ hin, die ein Merkmal hermetischer Werke sei. Diese Kunst versperre sich rigoros jeglicher Konsumierbarkeit und sozialen Nützlichkeit, sie verweigere sich vollständig der Gesellschaft und deren Funktionen. Darin sah Adorno eine Kritik am Bestehenden. Die gescholtene Unverständlichkeit solcher Kunstwerke sei „das Bekenntnis des Rätselcharakters aller Kunst“. In der hermetischen Dichtung sei die Abdichtung des Kunstwerks gegen die empirische Realität zum ausdrücklichen Programm geworden, doch sei diese Abgeschlossenheit nicht mit Unverständlichkeit gleichzusetzen. Als bedeutendsten Repräsentanten dieser Richtung in der zeitgenössischen deutschen Lyrik betrachtete Adorno Paul Celan.
Von einem anderen Ansatz ausgehend verwendete Hans-Georg Kemper ab den 1980er Jahren den Begriff Hermetik im Rahmen seiner literaturwissenschaftlichen Erforschung der frühneuzeitlichen Religiosität als übergreifende Kategorie für die Erfassung dissidenter Strömungen. Nach Kempers Konzept handelt es sich bei dieser spirituellen und literarischen Hermetik nicht um eine Variante des damals herrschenden Christentums. Vielmehr stelle sie eine eigenständige, alternative religiöse Überzeugung dar, eine konfessionsüberschreitende Naturphilosophie und Weltanschauung, die sich in der Barocklyrik, im Pietismus, in der Frühaufklärung, in Positionen der Empfindsamkeit sowie bei nahezu allen wichtigen Autoren des Sturm und Drang geltend gemacht habe, im 18. Jahrhundert im Pantheismus, im Deismus und in der Natur- und Liebeslyrik. Christliche und hermetische Weltsicht und Frömmigkeit seien theoretisch unvereinbar. Einen Höhepunkt habe diese Hermetik in Goethes persönlicher Religiosität erreicht. Das hermetische Element im Weltbild des jungen Goethe hatte schon 1969–1979 Rolf Christian Zimmermann in einer zweibändigen Monographie herausgearbeitet. Er konstatierte, es sei „erlebte Hermetik des deutschen 18. Jahrhunderts“, die Goethes Jugendwerken „ihre rätselhafte Fluoreszenz gibt“.
In einer Bilanz der Erschließung des Hermetismus durch die germanistische Frühneuzeitforschung forderte Peter-André Alt 2012 eine begriffsgeschichtliche Differenzierung zwischen der Hermetik und verwandten Denkmustern in der Kabbalistik, Magie und Alchemie. Dieses Erfordernis sei in den an Kempers Ergebnisse anknüpfenden Arbeiten vernachlässigt worden. Der Hinweis auf den verbreiteten Synkretismus solle nicht dazu verführen, auf Differenzierungen zwischen den einzelnen Strömungen zu verzichten. Der Sammelbegriff des Esoterischen sei unzulänglich. Alt schlug den Begriff „hermetischer Spiritualismus“ vor. Als Indikatoren für die Abgrenzung des Hermetismus in literarischen Texten benannte er die substantielle Stellung der für das hermetische Weltbild maßgeblichen Logos-Lehre, die zentrale Funktion der Inspiration und das besondere Gewicht der didaktischen Unterweisung des Schülers durch den göttlich geleiteten Lehrer gemäß den Traktaten des Corpus Hermeticum. Diese drei Indikatoren seien „Alleinstellungsfaktoren für die hermetische Doktrin“, da sie in verwandten Systemen nicht mit vergleichbarer Gewichtung aufträten. Die direkte Rezeption hermetischer Topoi stelle in der Frühen Neuzeit einen Sonderfall dar; überwiegend bekunde sich die Kenntnis hermetischer Argumentationsmuster über Umwege, versteckte Zitate und „intertextuelle Verweise von hoher Verdichtung“. Alt wollte nachweisen, dass „hermetische Strukturen in weitaus stärkerem Ausmaß, als das bisher angenommen wurde, die Literatur des 17. Jahrhunderts beherrschen“. Dies gelte auch für die Bukolik.

#### Okkultismus
In der okkultistischen Bewegung der zweiten Hälfte des 19. Jahrhunderts und des frühen 20. Jahrhunderts zählte die hermetische Literatur zum altehrwürdigen Schrifttum, das als Schatzkammer esoterischen Wissens galt. Hoch angesehen war insbesondere die Tabula smaragdina.
Einige okkultistische Gruppen griffen bei ihrer Namensgebung auf die Bezeichnung „hermetisch“ zurück. Den Anfang machte die 1796 von Carl Arnold Kortum und Friedrich Bährens in Dortmund gegründete Hermetische Gesellschaft, die sich mit Alchemie befasste. Im späten 19. Jahrhundert kam es in der britischen Theosophischen Gesellschaft zu Spannungen zwischen der dominierenden, ganz auf fernöstliche Lehren ausgerichteten Strömung und einer Gruppe, die ihre Leitbilder aus abendländischen Traditionen wie der Hermetik bezog. Der Konflikt führte zur Spaltung, worauf sich die unterlegenen Anhänger westlicher Esoterik 1884 in einer neuen Organisation formierten, der kurzlebigen Londoner Hermetic Society mit Anna Kingsford als Präsidentin. Eine weitere theosophische Hermetic Society wurde 1885 in Dublin von dem irischen Dichter William Butler Yeats und dessen Freund Charles Johnston gegründet. Eine Nachfolgeorganisation dieser Gesellschaft bestand in Dublin bis 1939.
Auch rosenkreuzerische und freimaurerische Kreise nahmen die hermetische Tradition für sich in Anspruch. Aus diesem Milieu stammten William Wynn Westcott, Samuel Liddell MacGregor Mathers und William Robert Woodman, die 1888 den Hermetic Order of the Golden Dawn gründeten, einen esoterischen Orden mit eigenen Riten, in den man durch einen Initiationsakt aufgenommen wurde. Um die Wende zum 20. Jahrhundert führten innere Spannungen zum Zerfall des Ordens, doch setzten Nachfolgeorganisationen die Aktivitäten fort.

## Ausgaben und Übersetzungen
Ausgaben (teilweise mit Übersetzungen)
- Paolo Lucentini, Vittoria Perrone Compagni (Hrsg.): Hermes Latinus. Brepols, Turnhout 1994 ff. (kritische Edition)
  - Band 2: Paolo Lucentini, Mark D. Delp (Hrsg.): Hermetis Trismegisti De sex rerum principiis (= Corpus Christianorum. Continuatio Mediaevalis, Band 142). 2006, ISBN 2-503-04421-2
  - Band 3, Teil 1: Françoise Hudry (Hrsg.): Liber viginti quattuor philosophorum (= Corpus Christianorum. Continuatio Mediaevalis, Band 143 A). 1997, ISBN 2-503-04433-6
  - Band 3, Teil 2: Matteo Stefani (Hrsg.): Ps.Apulei Asclepius (= Corpus Christianorum. Continuatio Mediaevalis, Band 143). 2019, ISBN 978-2-503-58477-5
  - Band 4, Teil 1: Simonetta Feraboli, Sylvain Matton (Hrsg.): Hermetis Trismegisti De triginta sex decanis (= Corpus Christianorum. Continuatio Mediaevalis, Band 144). 1994, ISBN 2-503-04441-7
  - Band 4, Teil 2: Gerrit Bos u. a. (Hrsg.): Hermetis Trismegisti astrologica et divinatoria (= Corpus Christianorum. Continuatio Mediaevalis, Band 144 C). 2001, ISBN 2-503-04447-6
- Jean-Pierre Mahé (Hrsg.): Hermès en Haute-Égypte. 2 Bände. Les Presses de l’Université Laval, Québec 1978–1982, ISBN 0-7746-6817-2 und ISBN 2-7637-6983-7 (kritische Edition der hermetischen Texte im Fund von Nag Hammadi sowie der armenischen Übersetzung der Hermetischen Definitionen mit französischer Übersetzung, Einleitung und Kommentar)
- Claudio Moreschini (Hrsg.): Apulei Platonici Madaurensis opera quae supersunt. Band 3: De philosophia libri. Teubner, Stuttgart/Leipzig 1991, ISBN 3-519-01058-5, S. 39–86 (kritische Edition des Asclepius)
- Arthur Darby Nock (Hrsg.), André-Jean Festugière (Hrsg. und Übersetzer): Corpus Hermeticum. 4 Bände. Les Belles Lettres, Paris 1945 ff. (kritische Edition; griechische und lateinische Texte mit französischer Übersetzung)
  - Band 1: Traités I-XII. 1945, Nachdruck 2018, ISBN 978-2-251-00135-7
  - Band 2: Traités XIII–XVIII. Asclepius. 1945, Nachdruck 2002, ISBN 978-2-251-00136-4
  - Band 3: Fragments extraits de Stobée I–XXII. 1954, Nachdruck 2002, ISBN 978-2-251-00137-1
  - Band 4: Fragments extraits de Stobée (XXIII–XXIX). Fragments divers. 1954, Nachdruck 2009, ISBN 978-2-251-00138-8
- Paolo Scarpi (Hrsg.): La rivelazione segreta di Ermete Trismegisto. 2 Bände. Mondadori, Mailand 2009–2011, ISBN 978-88-04-58352-3 und ISBN 978-88-04-60426-6 (griechische und lateinische Texte mit italienischer Übersetzung und Kommentar; enthält auch eine italienische Übersetzung der Hermetischen Definitionen, die Schrift De triginta sex decanis mit Übersetzung und Kommentar sowie Fragmente und Testimonien)

Übersetzungen
- Carsten Colpe, Jens Holzhausen: Das Corpus Hermeticum Deutsch. Übersetzung, Darstellung und Kommentierung (= Clavis Pansophiae, Band 7). Frommann-Holzboog, Stuttgart-Bad Cannstatt 1997 ff.
  - Teil 1: Die griechischen Traktate und der lateinische „Asclepius“. 1997, ISBN 3-7728-1530-8
  - Teil 2: Exzerpte, Nag-Hammadi-Texte, Testimonien. 1997, ISBN 3-7728-1531-6
  - Teil 3: Forschungsgeschichte und fortlaufender Kommentar. Noch nicht erschienen, ISBN 3-7728-1820-X (mit einem Beitrag zum Hermetismus des 16. bis 18. Jahrhunderts von Wilhelm Kühlmann)
- Karl-Gottfried Eckart: Das Corpus Hermeticum einschließlich der Fragmente des Stobaeus. Lit, Münster 1999, ISBN 3-8258-4199-5